# Praha 12
Praha 12 je městská část na jihu hlavního města Prahy, o rozloze 2333 ha, rozkládající se na pravém břehu Vltavy. Tvoří ji celá katastrální území Cholupice, Kamýk, Komořany, Modřany a Točná. Praha 12 vznikla v listopadu 1994 přejmenováním městské části Praha-Modřany (1990–1994). K 31. 12. 2024 měla 59 999 obyvatel.
Správní obvod městské části Praha 12 v rámci rozšířené přenesené působnosti zahrnuje také území městské části Praha-Libuš.

## Doprava
Automobilová doprava do Prahy 12 proudí po kapacitních komunikacích, které vznikly při budování sídlišť Lhotka, Modřany, Kamýk a Libuš. Z centra města podél řeky Vltavy vede ulice Modřanská, která přivádí auta z Barrandovského mostu. Na ni v centru Modřan navazují ulice Komořanská směrem ke Komořanům a Zbraslavi a Generála Šišky (původně Kolarovova) směrem k modřanskému sídlišti a dále na Libuš. Tyto ulice jsou součástí takzvané KOMOKO. Z ulice Modřanská vychází ulice Československého exilu (původně třída Pětiletky,) která tvoří hranici mezi původní modřanskou zástavbou a novými panelovými sídlišti ze 70. a 80. let 20. století. Ulice později protíná i třídu Generála Šišky. Na ulici Československého exilu navazují i ulice k odlehlejším katastrálním územím Prahy 12, např. Hornocholupická a dále Hranzanská směrem k Cholupicím a Točné. Dalšími významnými ulicemi zejména v oblasti Kamýku jsou Lhotecká, Novodvorská, Mariánská, U Kamýku nebo Durychova (původně Dolejšího.) 
Staré Modřany a sídliště Modřany-jih obsluhují zejména linky tramvaje. Od roku 1995 do Modřan jezdí páteřní linka 17. Zajišťuje spojení Modřan s linkou metra B (zastávka Palackého náměstí, stanice metra Karlovo náměstí,) ale zastavuje i v dalších významných bodech (Nádraží Braník, Národní divadlo, Staroměstská, Nádraží Holešovice, Kobylisy.) V Praze 12 polovina spojů končí v zastávce Sídliště Modřany, polovina pak na Libuši. Linku 17 v přepravních špičkách pracovního dne doplňují linky 3 (směr Václavské náměstí, Masarykovo nádraží, Florenc nebo Palmovka) a 21 (směr Anděl.) V noci do Modřan jede linka 92 z Lehovce. Koleje do roku 2023 končily smyčkou na okraji modřanského sídliště, od května 2023 pokračují až k libušskému sídlišti. V přípravě je odbočka tramvajové trati od modřanského nádraží přes areál bývalého cukrovaru do centra katastrálního území Komořany. 
Autobusová doprava zajišťuje spojení od metra a tramvaje do oblastí sídliště Modřany-sever, Kamýk, Komořany, Na Beránku, Cholupice a Točná. Směrem od stanice metra C Kačerov jezdí autobusové linky 113 (Kačerov-Písnice-Točná), 139 (Želivského-Komořany-Sídliště Zbraslav,) 150 (Želivského-Na Beránku), 157 (Kačerov-Násirovo náměstí), 189 (Kačerov-Sídliště Lhotka) a 215 (Kačerov-Sídliště Libuš.) Od stanice metra B Smíchovské nádraží jezdí autobusové linky 190 (Smíchovské nádraží-Na Beránku) a 197 (Smíchovské nádraží-Sídliště Písnice-Roztyly.) Tyto páteřní autobusové linky doplňují linky 154 z Opatova a Strašnické, 117 z Polikliniky Budějovické do Nových Komořan a 246 směr Zbraslav, Radotín a Zličín. Dopravu do Čechovy čtvrti, Cholupic, Točné a dál směr Dolní Břežany a Jílové u Prahy zajišťuje příměstská linka 341. V noci na území Prahy 12 jezdí noční autobusy číslo 904 (Sídliště Stodůlky-Sídliště Písnice,) 910 (Letiště-Na Beránku,) 913 (Dolní Chabry-Točná,) 917 (Obchodní náměstí-Lipence) a 960 směr Zlatníky-Hodkovice. 
Na železniční trati směr Vrané nad Vltavou a dále Čerčany/Dobříš mohou obyvatelé Prahy 12 využít zastávek Praha Komořany a Praha Modřany-zastávka. Zastavují zde linky S8 a S88 směrem od Braníka, Krče, Vršovic a hlavního nádraží. 

## Radnice
Od vzniku městské části v roce 1994 neměla tato městská část jednu budovu, ve které jsou sjednoceny všechny úřady. Proto jsou úřady rozmístěny v sedmi různých budovách v Kamýku a Modřanech. Od roku 2019 probíhala výstavba Nové radnice u ulice Generála Šišky, do které se všechny úřady přesunuly v červnu/červenci 2021.

## Zajímavá místa
- Modřanská vinice – viniční trať s památkově chráněným viničním domkem, v němž je umístěno muzeum MČ Praha 12 a výstavní galerie
- Kostel Nanebevzetí Panny Marie v Modřanech
- Přírodní park Modřanská rokle–Cholupice – zabírá velkou část Prahy 12 – celé katastry obcí Cholupice a Točná, značnou katastru samotných Modřan, částečně zasahuje i do katastrálního území Komořan.
- Modřanská rokle – přírodní památka významná svými lužními porosty v okolí potoků a výskytem teplomilných lučních společenstev na svazích. Oblíbené místo pro sport a výlety.
- Cukrovar Modřany – zaniklý průmyslový objekt z roku 1861, který se nacházel na pravém břehu Vltavy v jihozápadní části Modřan. Stavbu připomíná jeden zachovalý komín z roku 1927.
- Továrna na čokoládu Orion – čokoládovna Orion je spojená s Modřany již od 30. let 20. století.
- TVM Tower (dříve Hotel DUM) – patří se svými 21 party a 69 metry výšky mezi 30 nejvyšších budov v Praze.
- Dům dětí a mládeže Modřany – jeho součástí je rozhledna ve formě betonového komínu kotelny s ocelovým schodištěm a vyhlídkovou plošinou a Divadlo Na Cikorce.
- Modřanský biograf – jedno z prvních kamenných kin na území dnešní Prahy.
- Husova knihovna v Modřanech – modřanská Husova knihovna zahájila činnost roku 1922 a v současné době je jednou ze dvou knihoven v Praze, která není součástí Městské knihovny v Praze.
- Freestyle park Modřany/Rosmarina – volnočasový areál s dominantou 70 metrové lodi. Obsahuje beachvolejbalová hřiště, fotbal, golf a jedno z největších minigolfových hřišť v České republice, které je uzpůsobené dětem od jednoho roku.
- Zdymadlo Modřany – vodní stupeň na Vltavě, první a historicky nejnovější zdymadlo na území Prahy. Tvoří jej jez, plavební komory, sportovní plavební propustě a malá vodní elektrárna. Provozovatelem je státní podnik Povodí Vltavy.
- Přívoz Lahovičky – Nádraží Modřany – přívoz P6 je součástí Pražské integrované dopravy. Na obou březích navazuje přívoz na páteřní cyklotrasy, A1 a A2 a propojuje Modřany s rekreační oblastí kolem Berounky a Chuchle.
- Železniční trať 210 – jednokolejná regionální dráha procházející Modřany a Komořany, jejíž jedna část je mezi trampy označována jako Posázavský Pacifik, zatímco druhé část je známá jako trať Praha–Dobříš–Paříž.[4]
- Nádraží Praha–Modřany – bývalo hlavovou (koncovou) stanicí tratě z Vršovic do Modřan. Nádraží bylo v provozu bylo od roku 1882 a vedla z něj vlečka do cukrovaru. Do nádraží bylo postupně zaústěno 10 vlečných tratí z nově vznikajících podniků, včetně jedné úzkorozchodné. V současnosti je využíváno jen pro nákladní dopravu, osobní vlaky staví na zastávkách Praha–Modřany a Praha–Komořany
- Komořanské a modřanské tůně – přírodní památka je jedním z nejnověji vyhlášených chráněných území na území Prahy. Jde o pro Prahu netypický ekosystém vzniklý chátráním a zarůstáním bývalých protipovodňových nádrží z 19. století.
- Zámek Komořany – dvoukřídlý zámeček s věží (je možné, že křídla byla původně čtyři). Zámek je chráněn jako kulturní památka České republiky.[5] Zámek vlastní a využívá Český hydrometeorologický ústav, který má v Komořanech své sídlo.
- Komořanský tunel – součást Pražského okruhu, která stoupá od Radotínského mostu, který překlenuje údolí Vltavy. Dvoutubusový tunel o délce téměř 2 kilometry vede z prostoru mezi Komořany a Závistí do prostoru mezi Cholupicemi a Točnou.
- Letiště Točná – neveřejné vnitrostátní letiště. V hangárech se nachází sbírka letuschopných historických letadel, mezi nimiž je i Lockheed Electra 10A (OK–CTB, výr. č. 1091), bývalý letoun významného českého podnikatele Jana Antonína Bati.
- Přírodní rezervace Šance – vrch Šance (385 m n. m.) u obce Točná byl spolu se sousedním vrchem Hradiště (391 m n. m.) součástí keltského oppida Závist. Rezervací vede naučná stezka zaměřená na chráněné druhy živočichů a rostlin místních skalnatých svahů i na starověké osídlení oblasti.
- vrch Čihadlo (388 m[6]) – vrch u obce Točná o nadmořské výšce 388 metrů je nejvyšším bodem městské části Praha 12 a představuje nejvýchodnější a nejsevernější výspu geomorfologického celku Brdská vrchovina.
- Airsoftové hřiště Točná – nachází se v bývalém vojenském prostoru 11. protiletadlového raketového oddílu 71. protiletadlové raketové brigády protivzdušné obrany hlavního města Prahy na vrchu Čihadlo.
- Samota Nouzov – místo původního panského sídla (tvrze) zemana Otíka Pejši z Točné (padl při obraně Vyšehradu 1420), opakovaně poškozená během husitských válek a pravděpodobně zpustlá během třicetileté války.
- Cholupická bažantnice – přírodní památka s přirozeným lesním porostem typu lužního lesa.
- Cholupická tvrz – zaniklé panské sídlo, doložené od roku 1328, pravděpodobně zpustlé během třicetileté války (poslední zmínka 1650).
- Meteorologická věž Libuš – bývalý meteorologický radar v Praze 4, Kamýku spadající pod Český hydrometeorologický ústav. Věž je pojmenována po blízké čtvrti Libuš, přestože na jejím území nikdy nestála.
- Policejní akademie České republiky v Praze – je jediná policejní vysoká škola v České republice, sídlící v Kamýku.
- V hrobech – přírodní památka v Kamýku. Jedná se o pastvinu se vzácnými teplomilnými druhy rostlin a živočichů.

## Památné stromyv Praze 12
| Název                                  | Obrázek | Umístění                                   | Druh           | Obvod [v cm] | Kód wikidata     | Galerie                                                                 | Poznámka |
| -------------------------------------- | ------- | ------------------------------------------ | -------------- | ------------ | ---------------- | ----------------------------------------------------------------------- | --- |
| Duby letní                             |         | Cholupice 49°58′53″ s. š., 14°27′21″ v. d. | dub letní (2)  | 443          | 104299 Q26778905 | Kategorie „Duby letní v Cholupické bažantnici“ na Wikimedia Commons     | Dva památné duby, jihozápadní okraj Cholupické bažantnice; hraniční strom                                                                      |
| Dub letní V hrobech                    |         | Kamýk 50°0′33″ s. š., 14°26′34″ v. d.      | dub letní      | 346          | 104831 Q26789422 | Kategorie „Dub letní V Hrobech“ na Wikimedia Commons                    | Jižní cíp oploceného školního areálu, při asfaltové cestě nad ČOV, nedaleko přírodní památky V hrobech                                         |
| Dub v lesním porostu Kamýk             |         | Kamýk 50°0′50″ s. š., 14°26′24″ v. d.      | dub letní      | 333          | 105311 Q26789781 | Kategorie „Dub letní v lesním porostu (Kamýk)“ na Wikimedia Commons     | V severním cípu lesního porostu, západně od řady garáží v ul. Cihlářova, v blízkosti lesní cesty. Souřadnice S–JSTK: Y 742584.07, X 1051292.53 |
| Lípa srdčitá                           |         | Komořany 49°59′16″ s. š., 14°24′21″ v. d.  | lípa malolistá | 360          | 104328 Q26789240 | Kategorie „Lípa srdčitá v ulici Na Šabatce“ na Wikimedia Commons        | Zahrada u domu čp. 2125/8 v ulici Na Šabatce                                                                                                   |
| Dub letní                              |         | Modřany 50°0′15″ s. š., 14°24′59″ v. d.    | dub letní      | 300          | 104287 Q26789211 | Kategorie „Památný dub letní v Modřanech“ na Wikimedia Commons          | Mírně prosychající koruna. U Tylovy čtvrti, na křižovatce ulic Československého exilu a Generála Šišky                                         |
| Dub letní                              |         | Točná 49°58′46″ s. š., 14°24′55″ v. d.     | dub letní      | 320          | 104307 Q26789228 | Kategorie „Dub letní u samoty Nouzov (Točná)“ na Wikimedia Commons      | Na rozhraní lesa a pole severozápadně od samoty Nouzov                                                                                         |
| Dub severně ulice Branišovské v Točné  |         | Točná 49°58′28″ s. š., 14°25′21″ v. d.     | dub letní      | 411          | 104830 Q26789421 | Kategorie „Dub letní severně od Branišovské ulice“ na Wikimedia Commons | Východní okraj lesního porostu severně ulice Branišovské, jižně od kóty vrchu Čihadlo                                                          |
| Dub v polích mezi Točnou a Cholupicemi |         | Točná 49°58′32″ s. š., 14°26′27″ v. d.     | dub letní      | 240          | 105518 Q26790097 | Kategorie „Dub v polích mezi Točnou a Cholupicemi“ na Wikimedia Commons | V polích mezi Cholupicemi a Točnou, cca 75 m od polní cesty, která propojuje samotu u Točné s Dolními Břežany                                  |
| Skupina dvou stromů                    |         | Točná 49°58′19″ s. š., 14°26′1″ v. d.      | dub letní (2)  | 0            | 104330 Q26778910 | Kategorie „Dva duby v Točné“ na Wikimedia Commons                       | Na rohu ulic Branišovská a K Výboru, při čp. 12                                                                                                |

1. ↑  Číslo v závorce určuje počet jedinců.
2. ↑  Kód databáze AOPK ČR.

## Fotogalerie

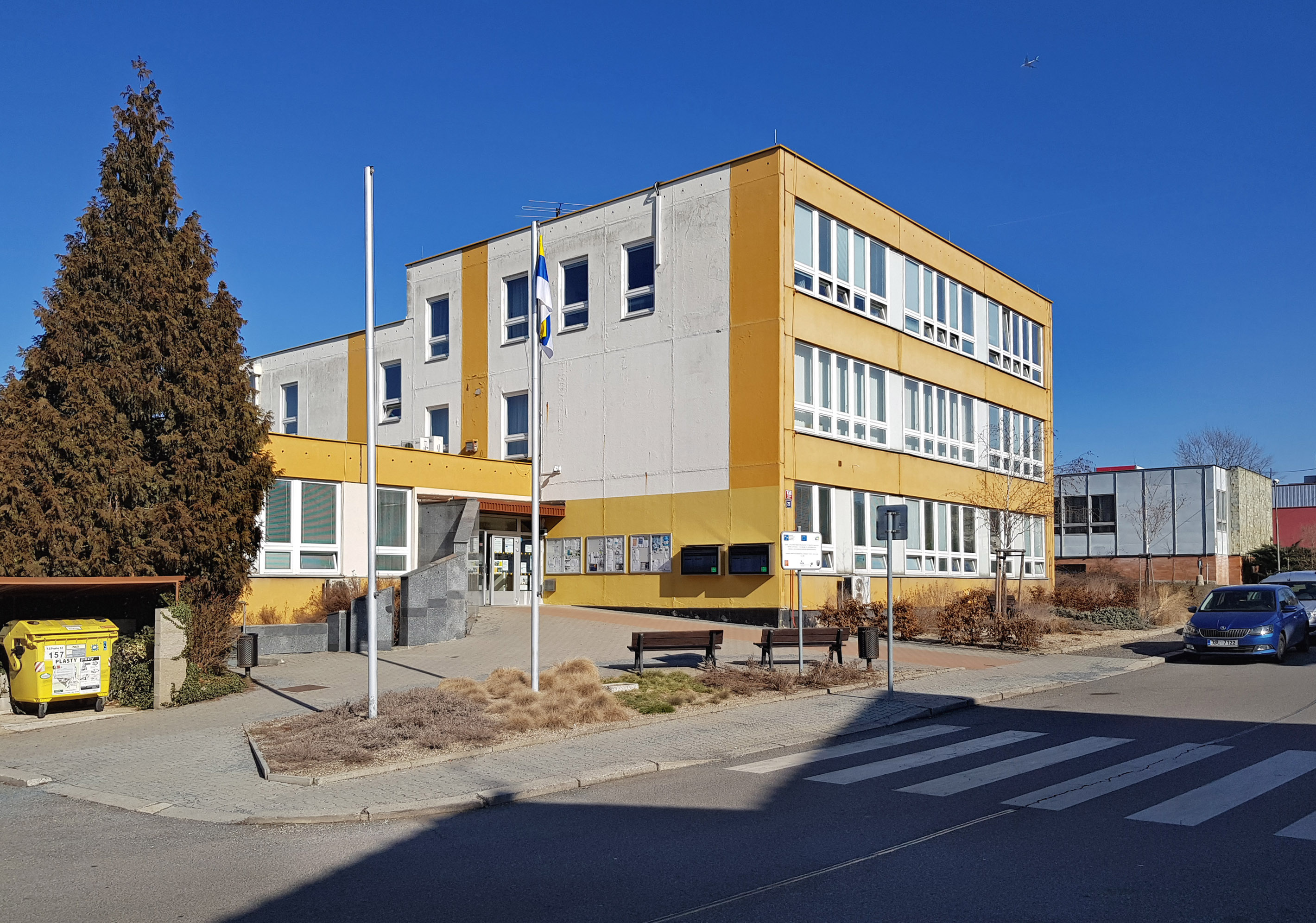
Budova úřadu městské části v Pískové ulici
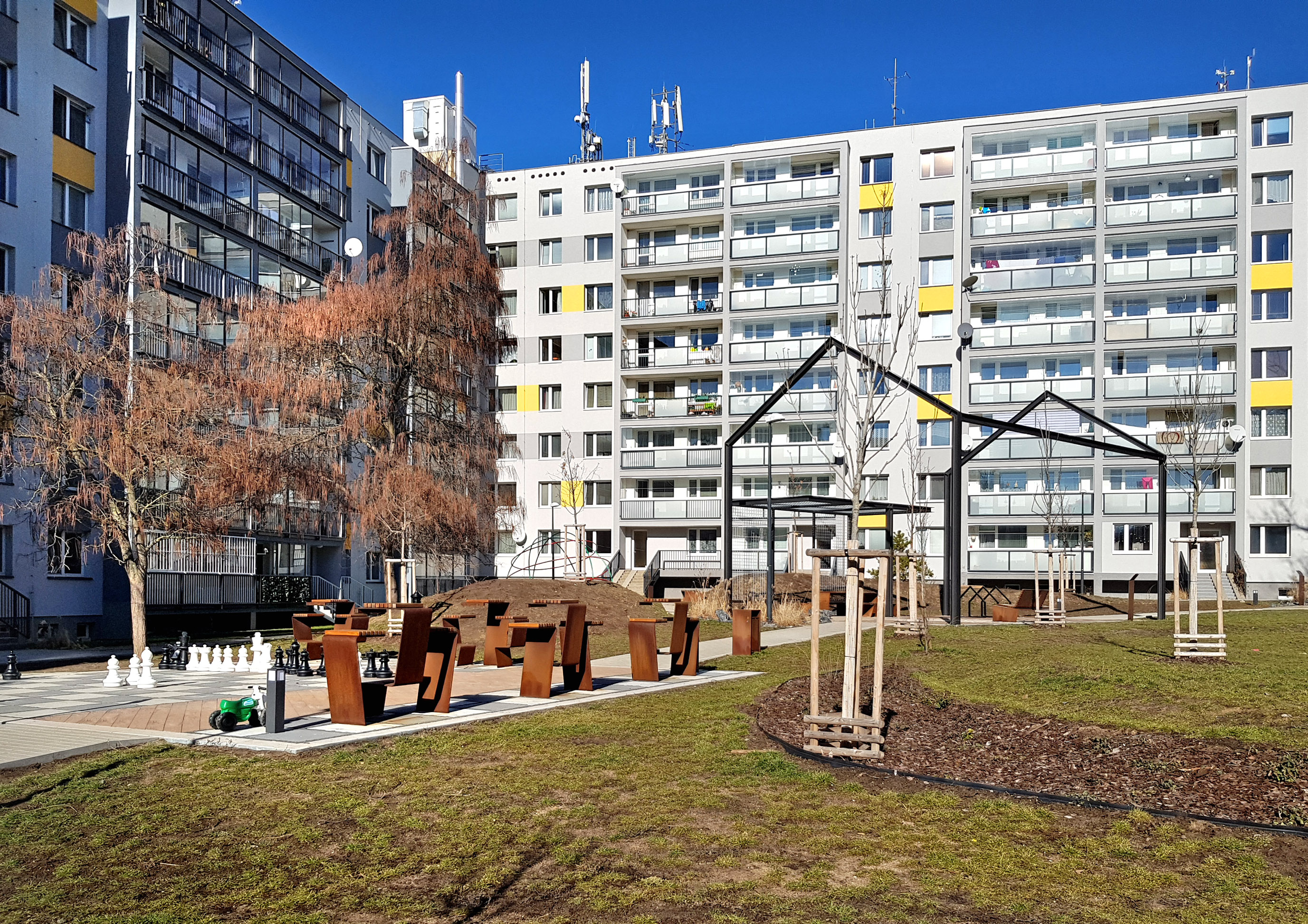
Nová výstavba v Čechově čtvrti
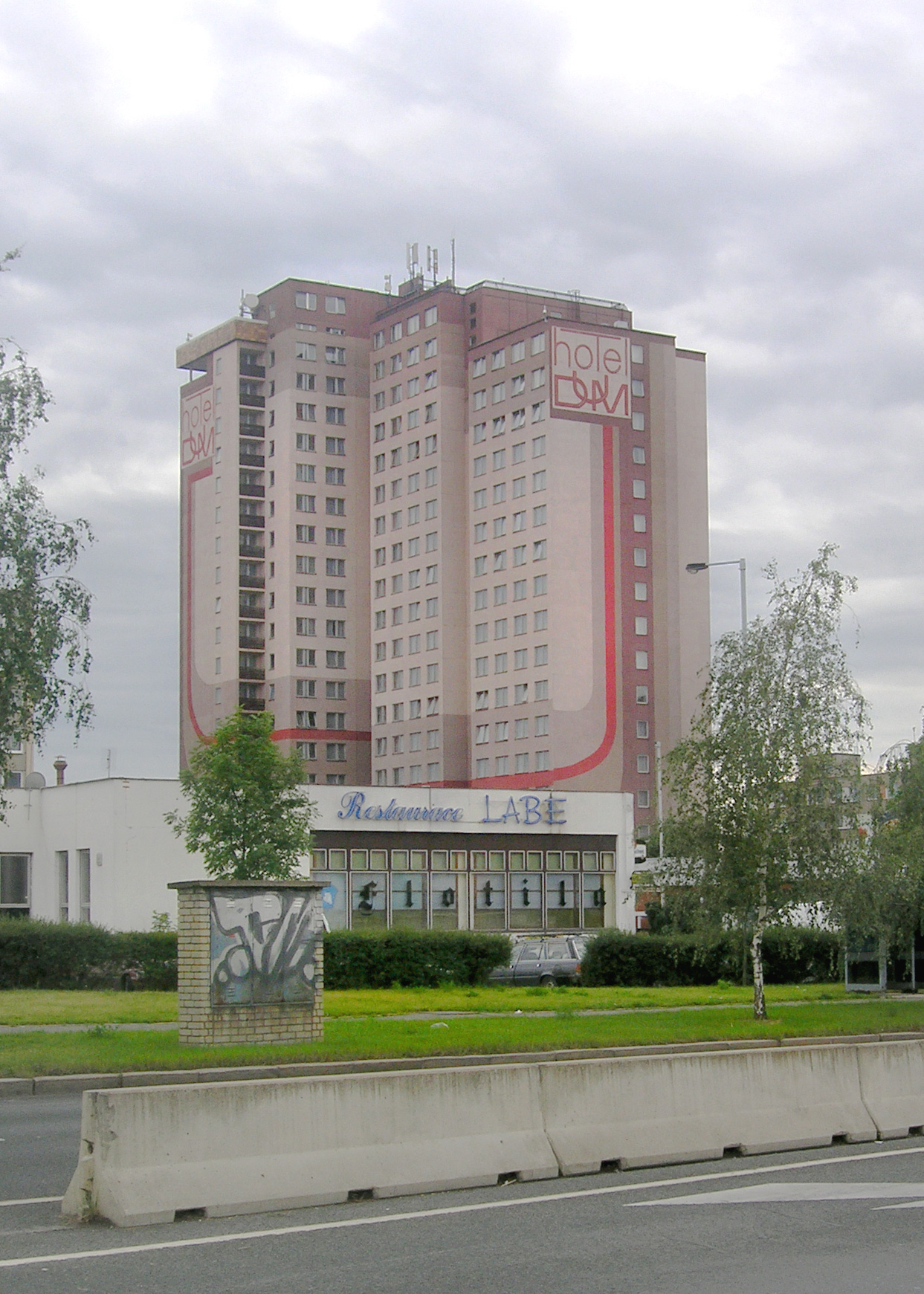
Hotel DUM je nejvyšší výšková budova v Praze 12 a jedna ze třiceti nejvyšších v Praze
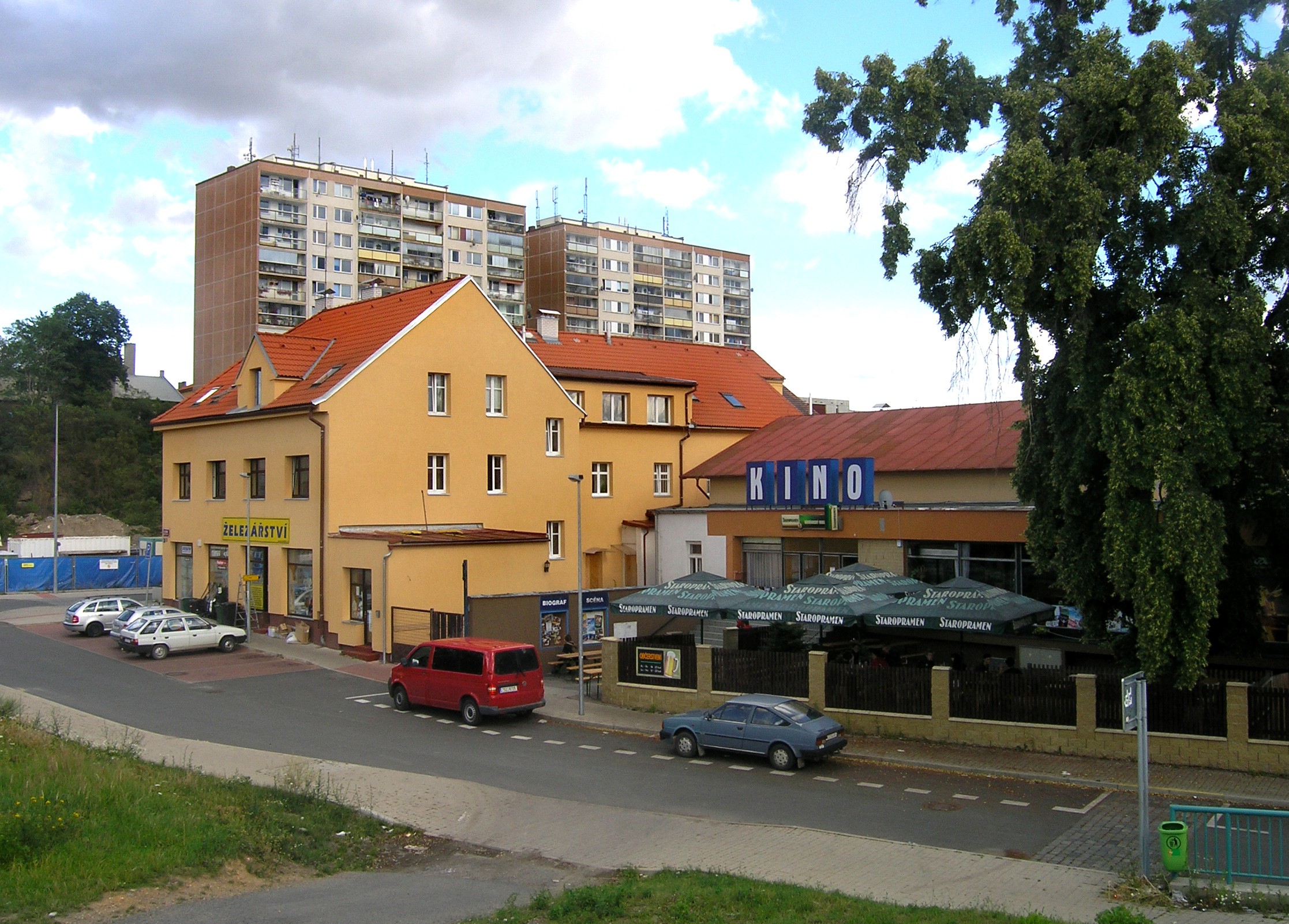
Modřanský biograf
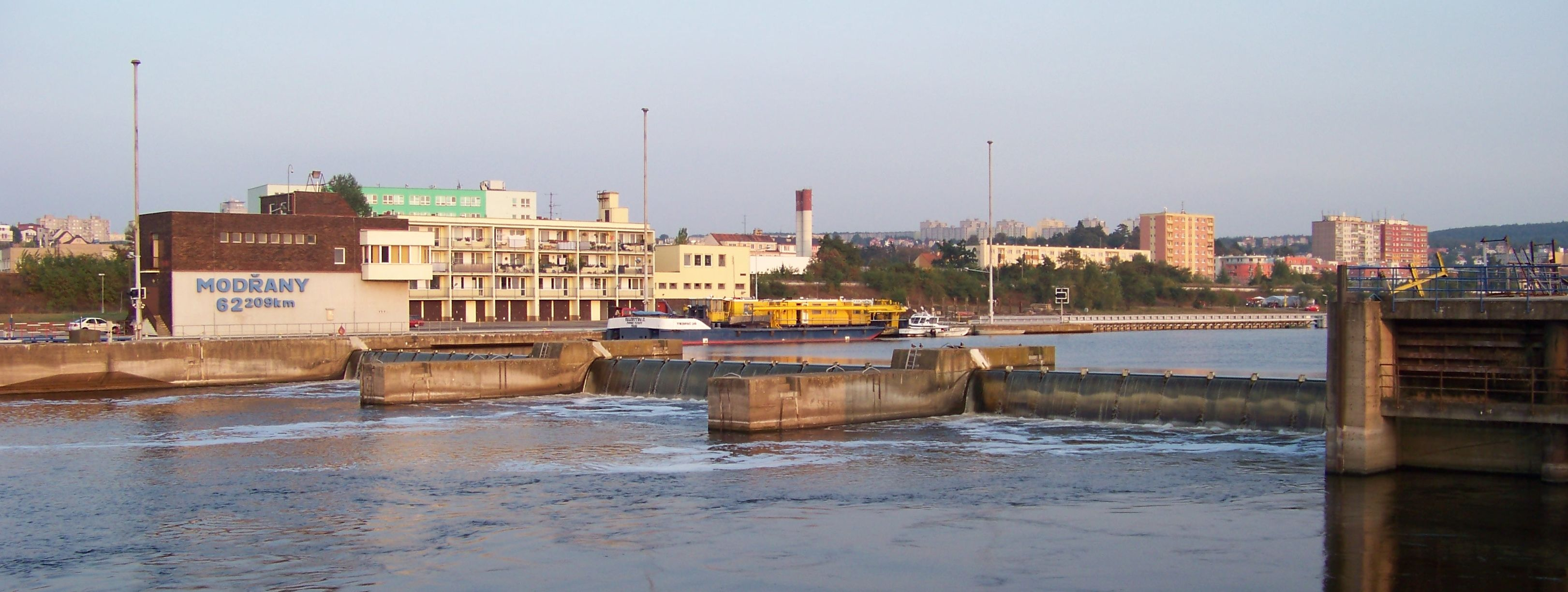
Zdymadlo Modřany s vodní elektrárnou
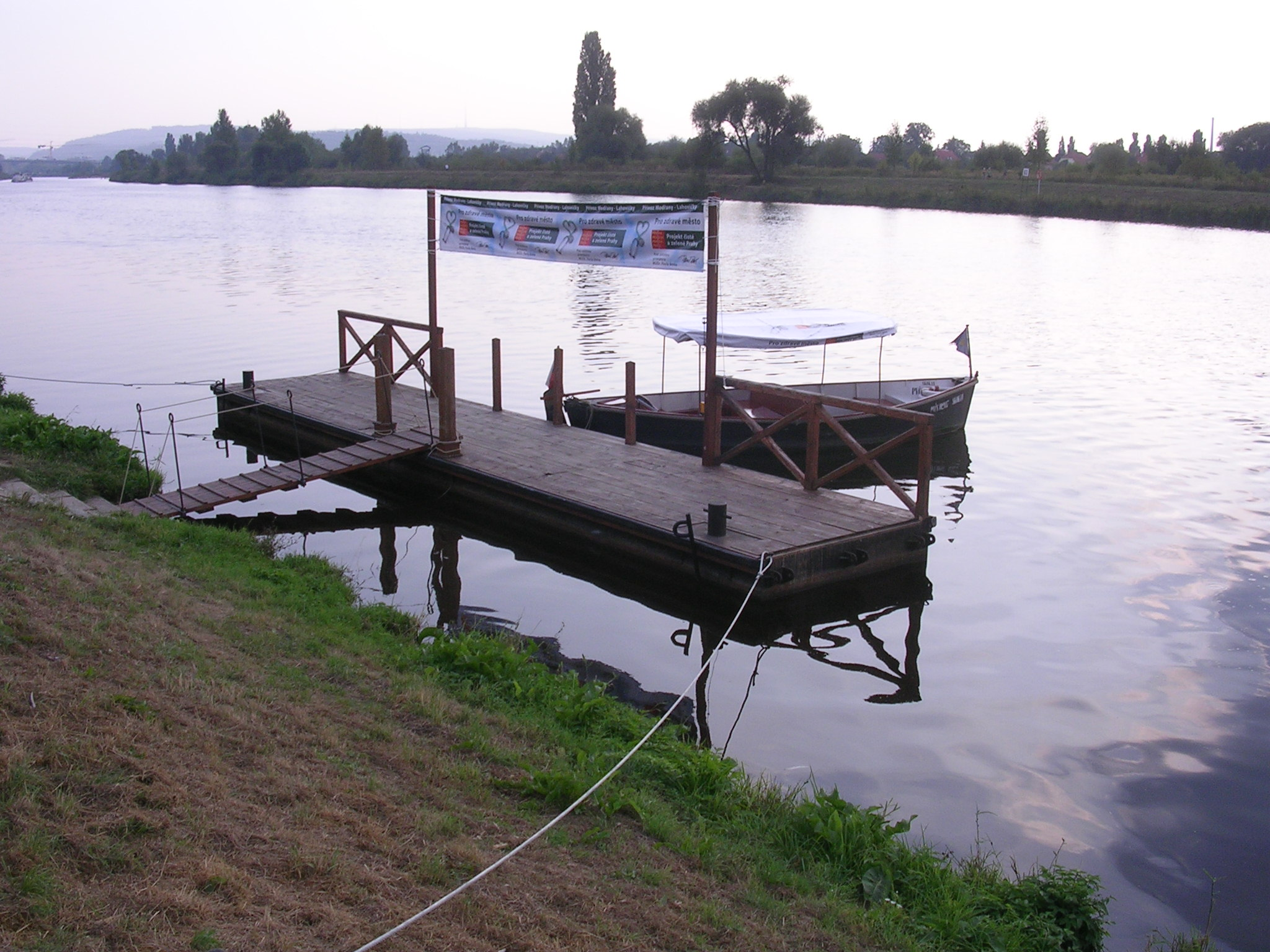
Přívoz Lahovičky – Nádraží Modřany
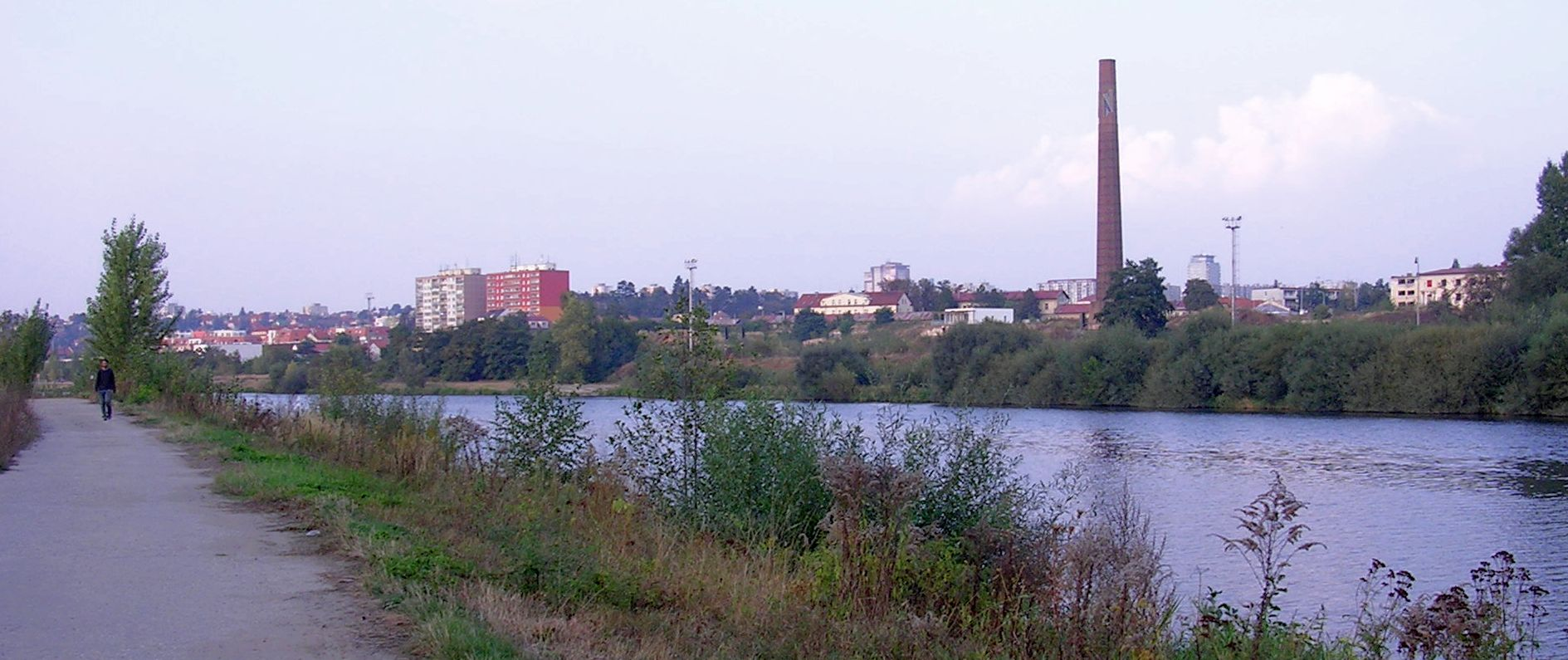
Modřany, pohled od soutoku Vltavy a Berounky, s cukrovarským komínem
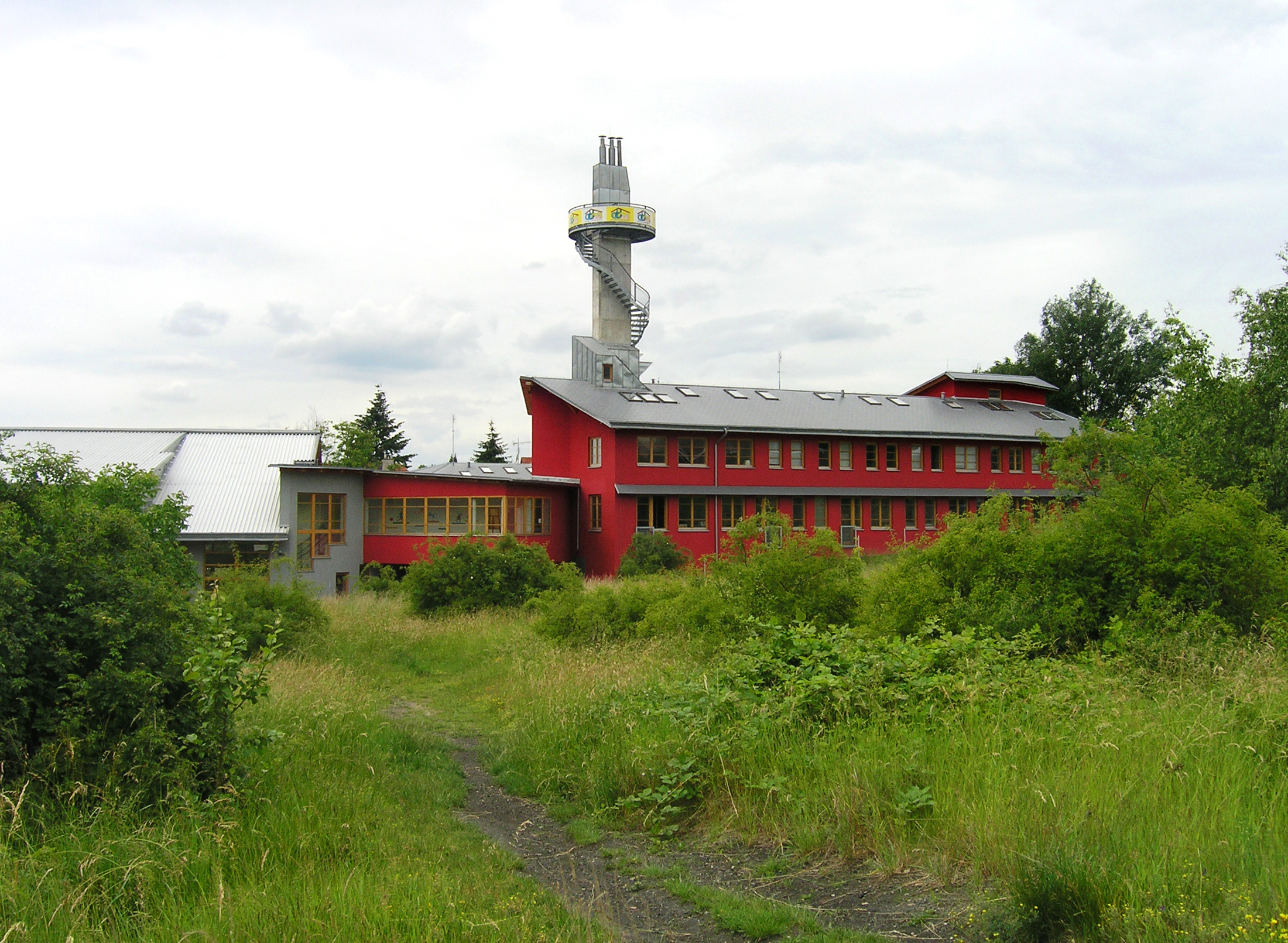
Dům dětí a mládeže s vyhlídkovým komínem/rozhlednou v Modřanech Na Cikorce, kde sídlí i stejnojmenné divadlo
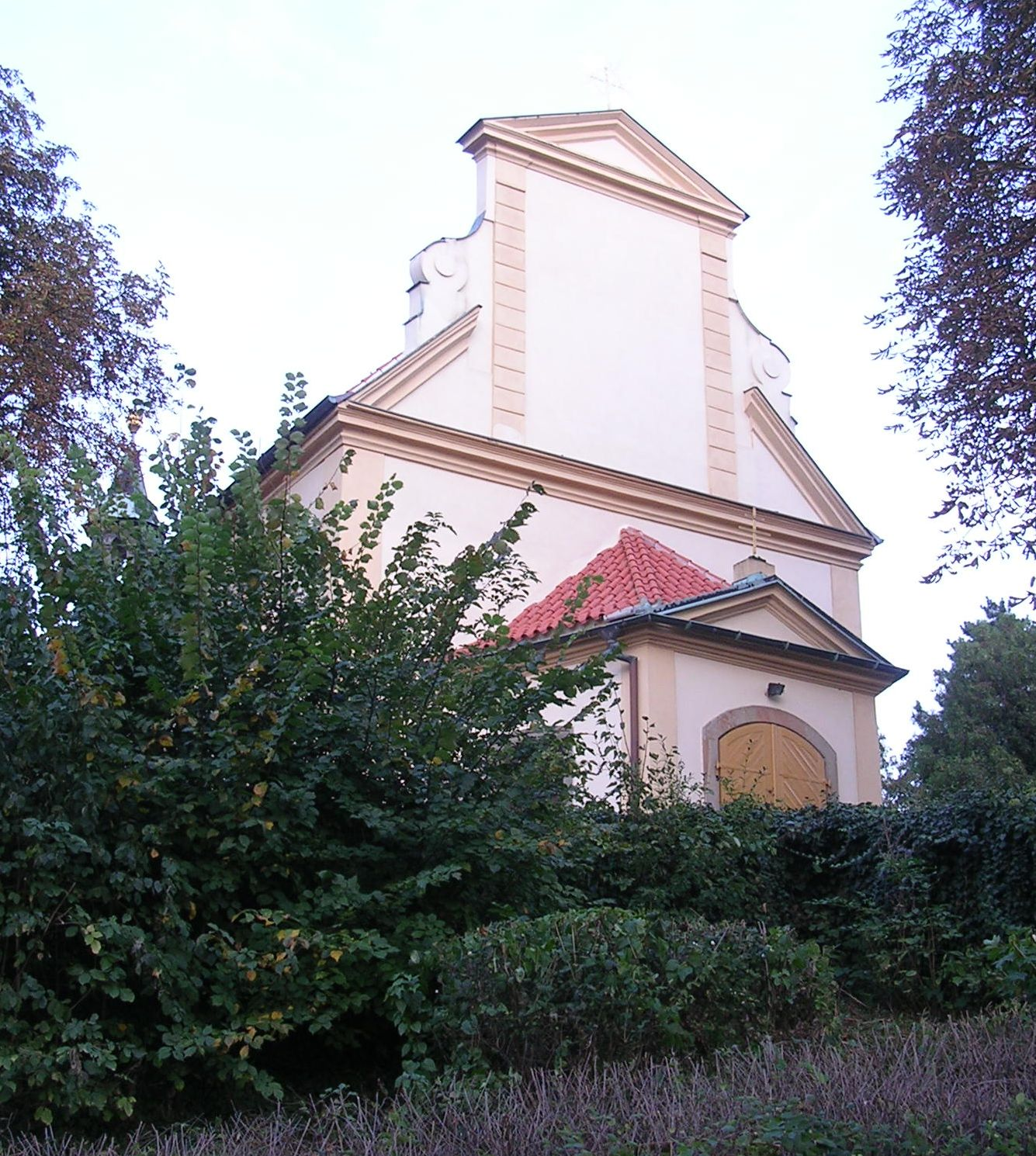
Štít Kostela Nanebevzetí Panny Marie, jedna z Modřanských dominant. Kostel je jednou z kulturních památek
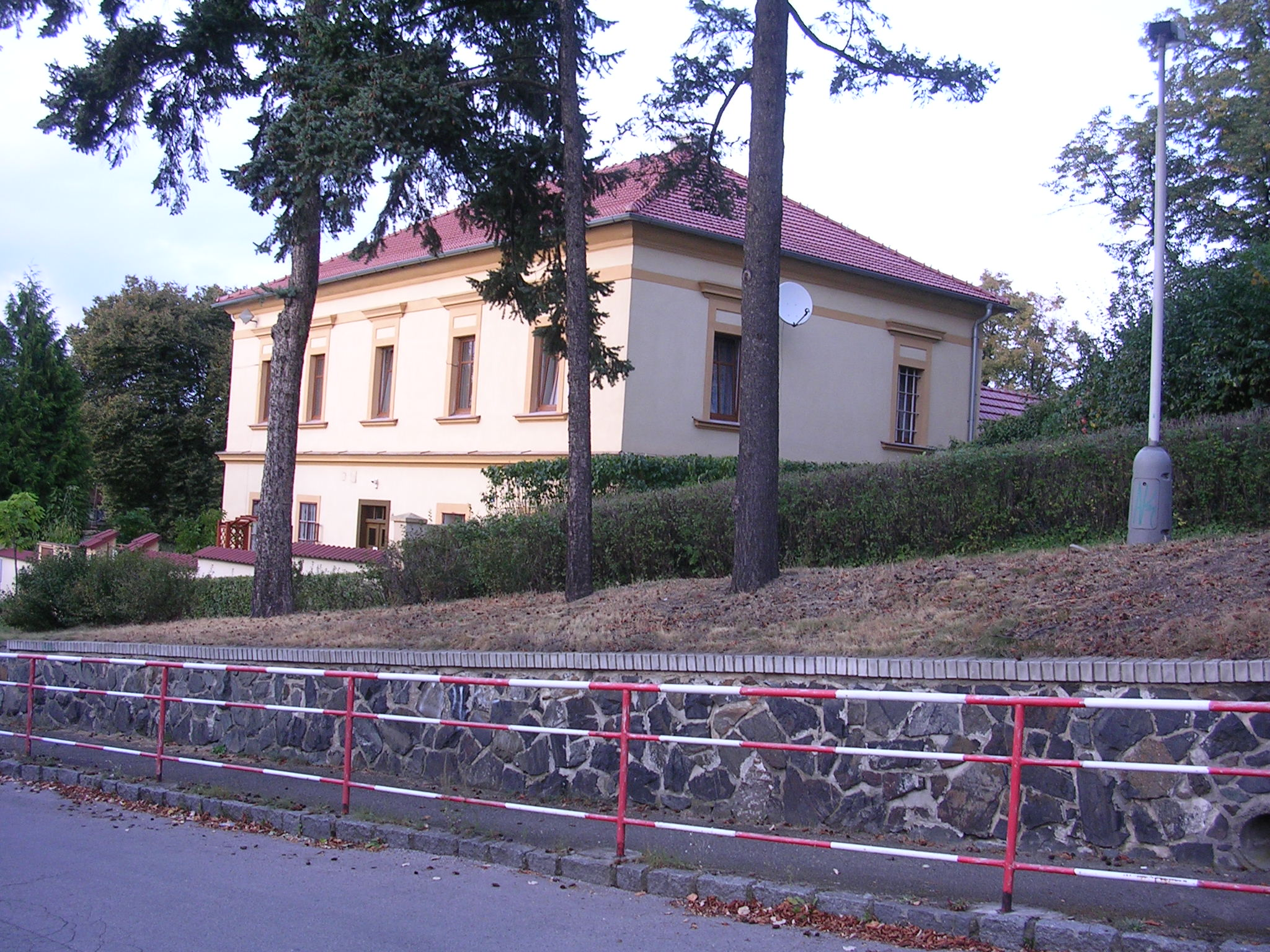
Modřanská fara se také řadí mezi kulturní památky
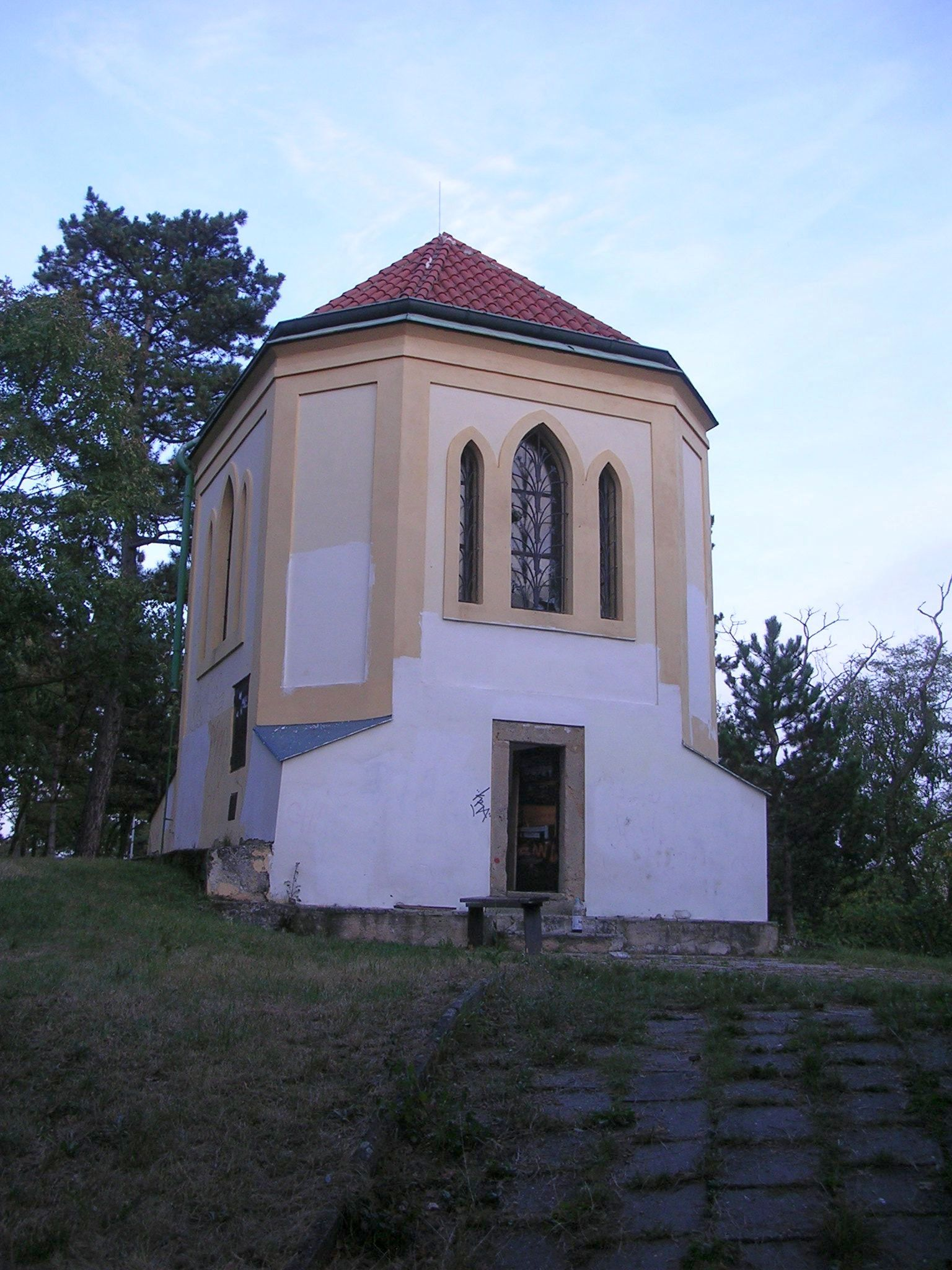
Modřanská zvonice u Kostela Nanebevzetí Panny Marie
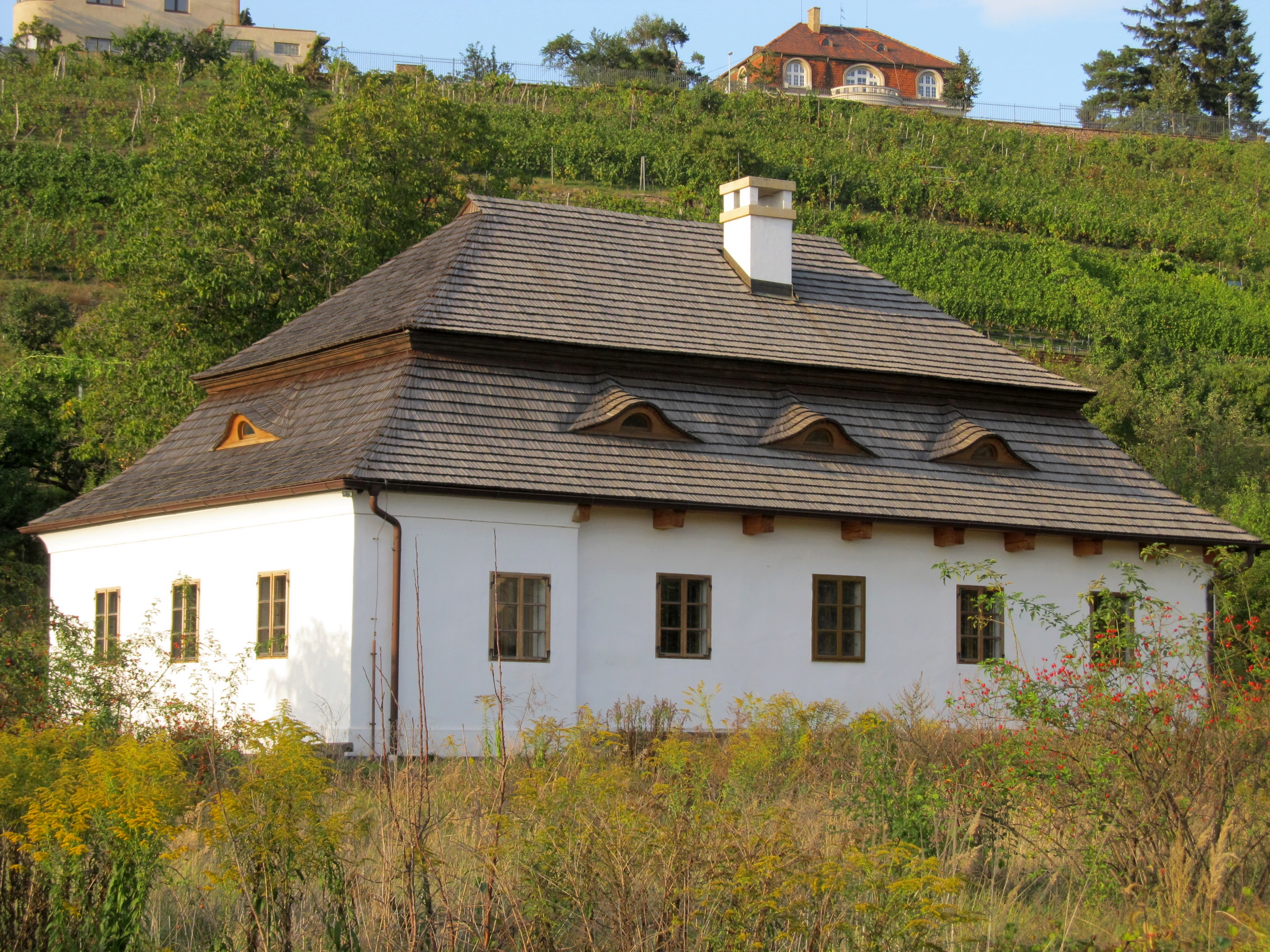
Viniční dům v Modřanech je kulturní památkou a slouží jako muzeum MČ Praha 12
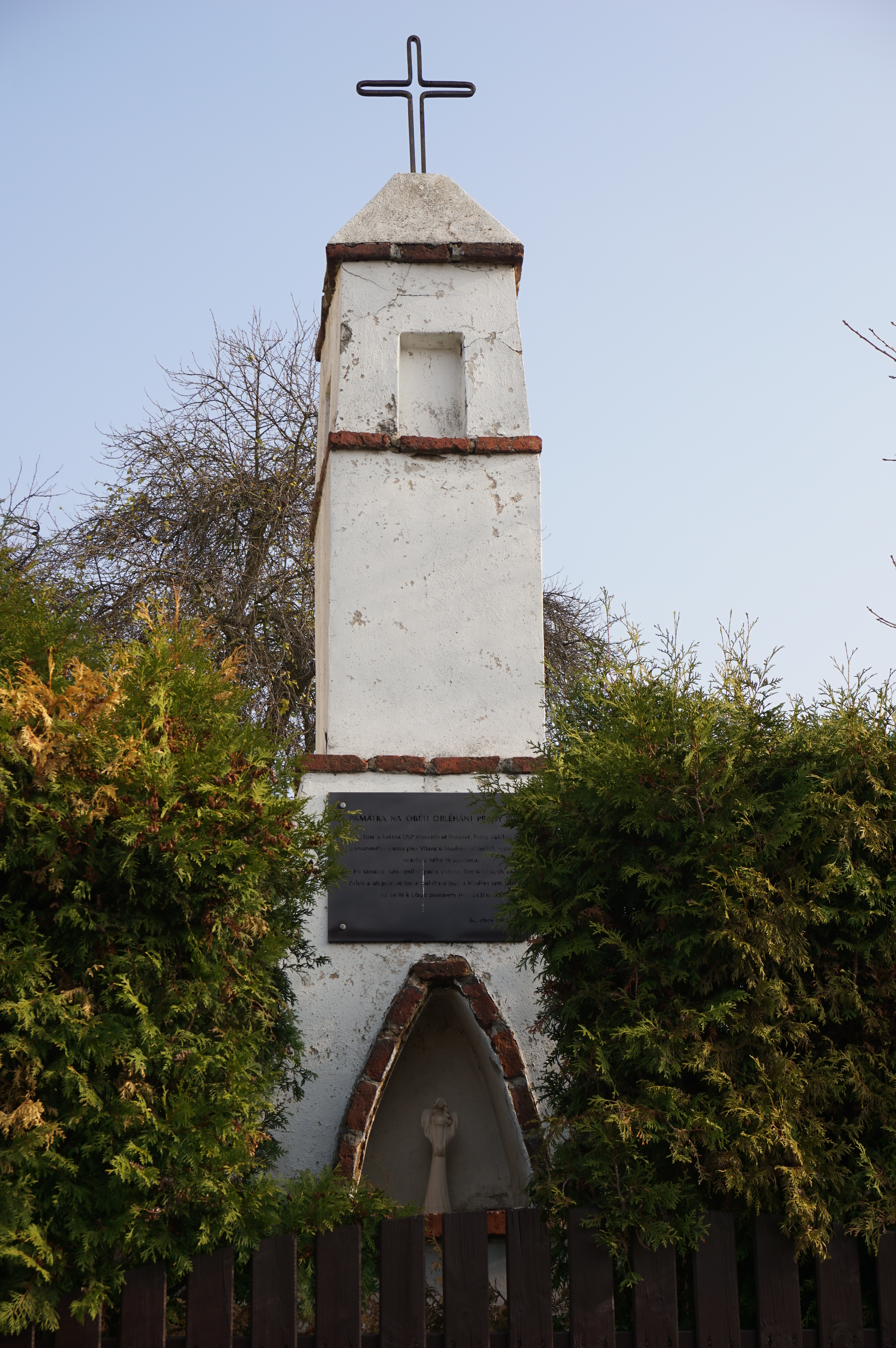
Kulturní památka – boží muka v ulici U Pily v Modřanech mají připomínat hromadný hrob padlých tereziánských a pruských vojáků padlých 3. května 1757 v boji o pontonový most
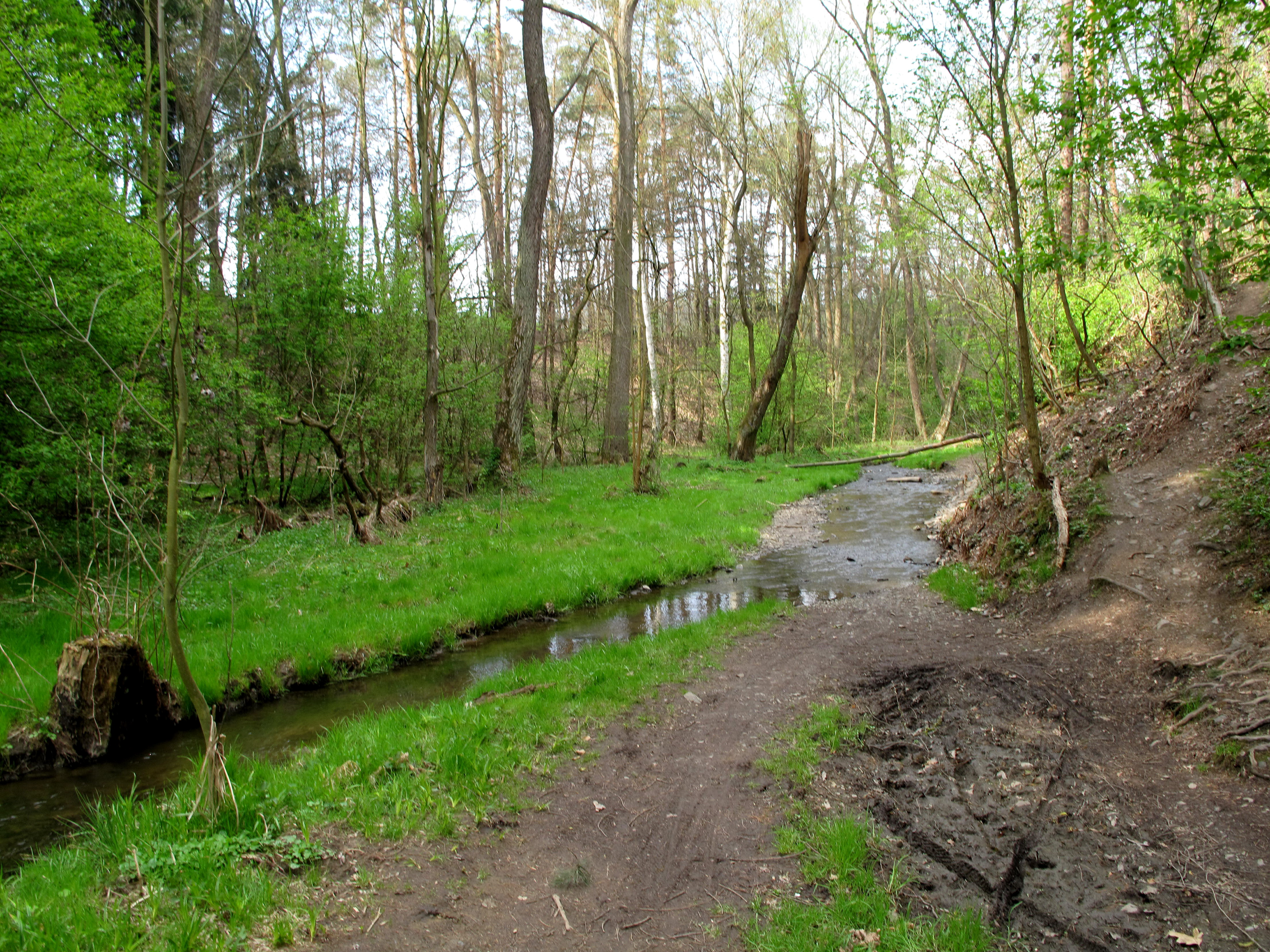
Přírodní památka Modřanská rokle
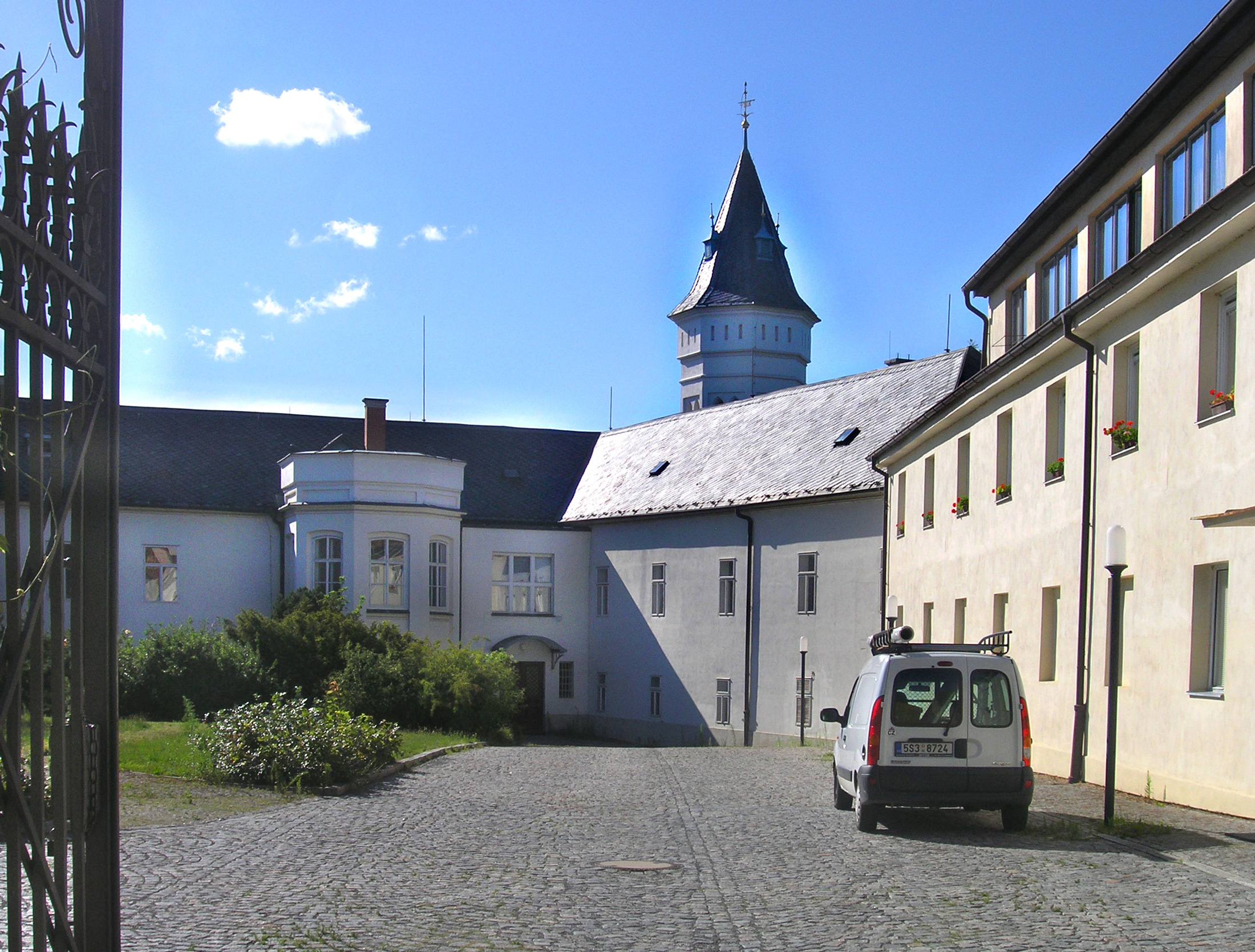
Kulturní památka zámek Komořany využívaný Českým hydrometeorologickým ústavem
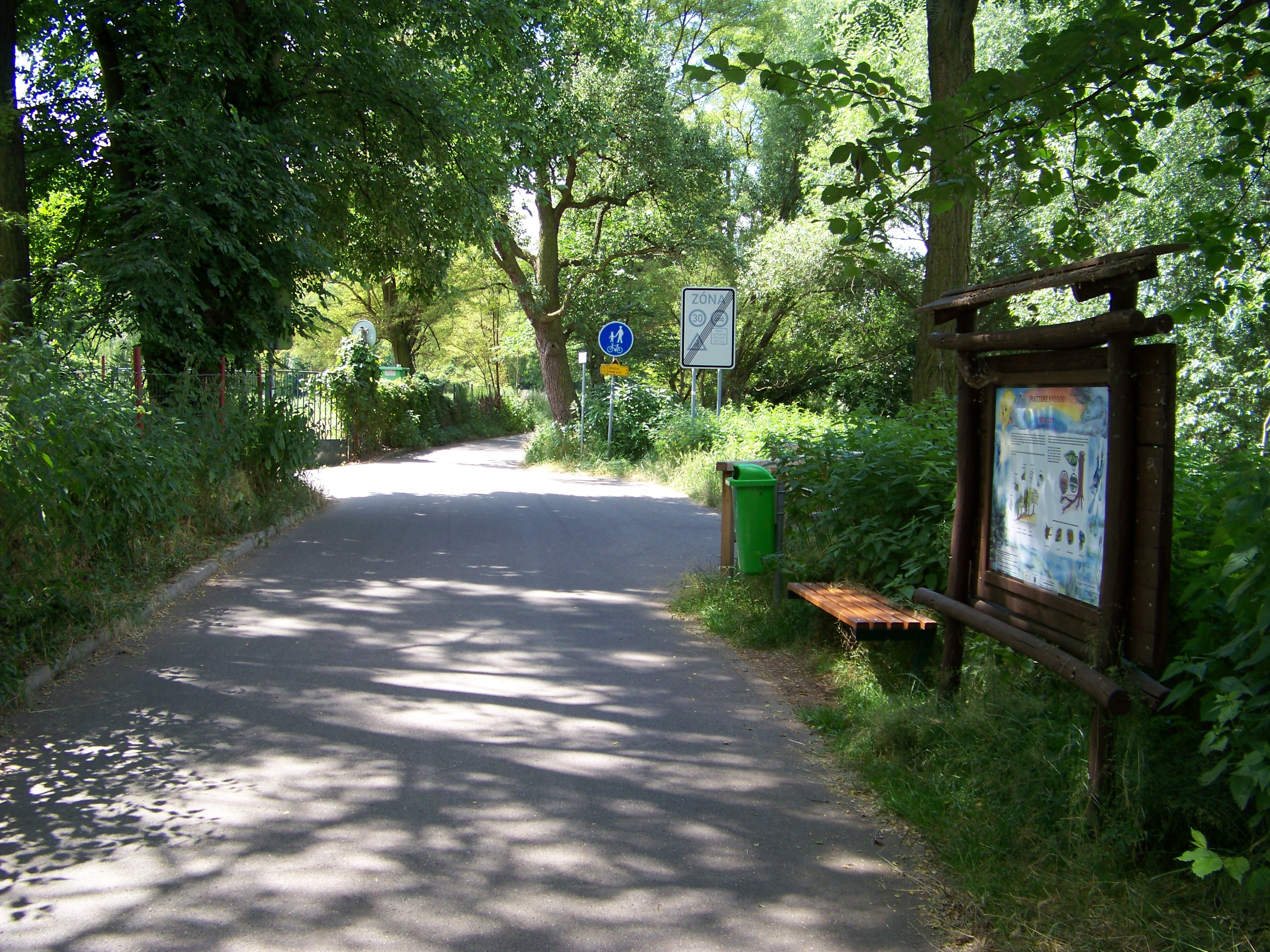
Přírodní památka komořanské a modřanské tůně s naučnou stezkou
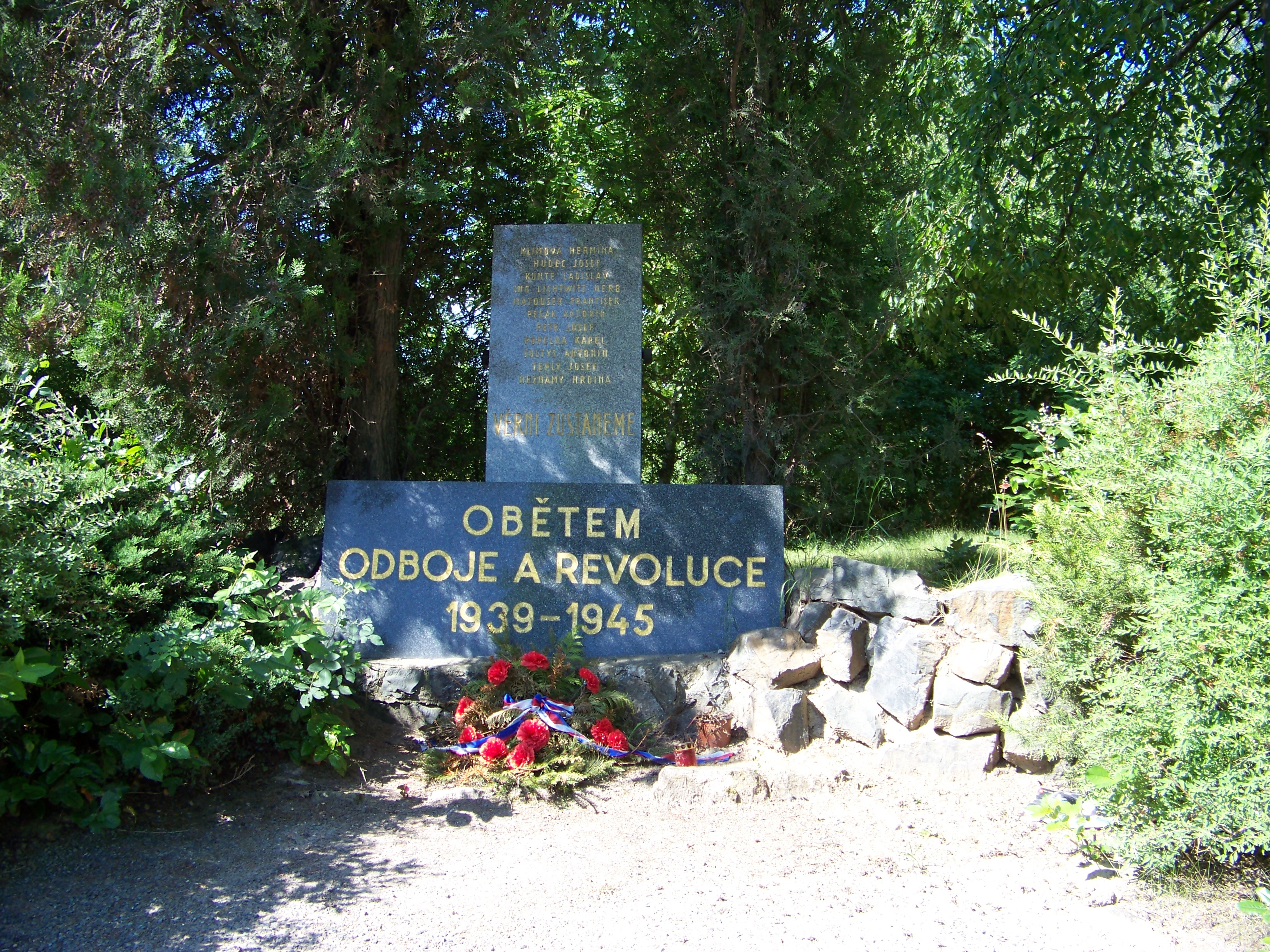
Pomník obětem 2. světové války
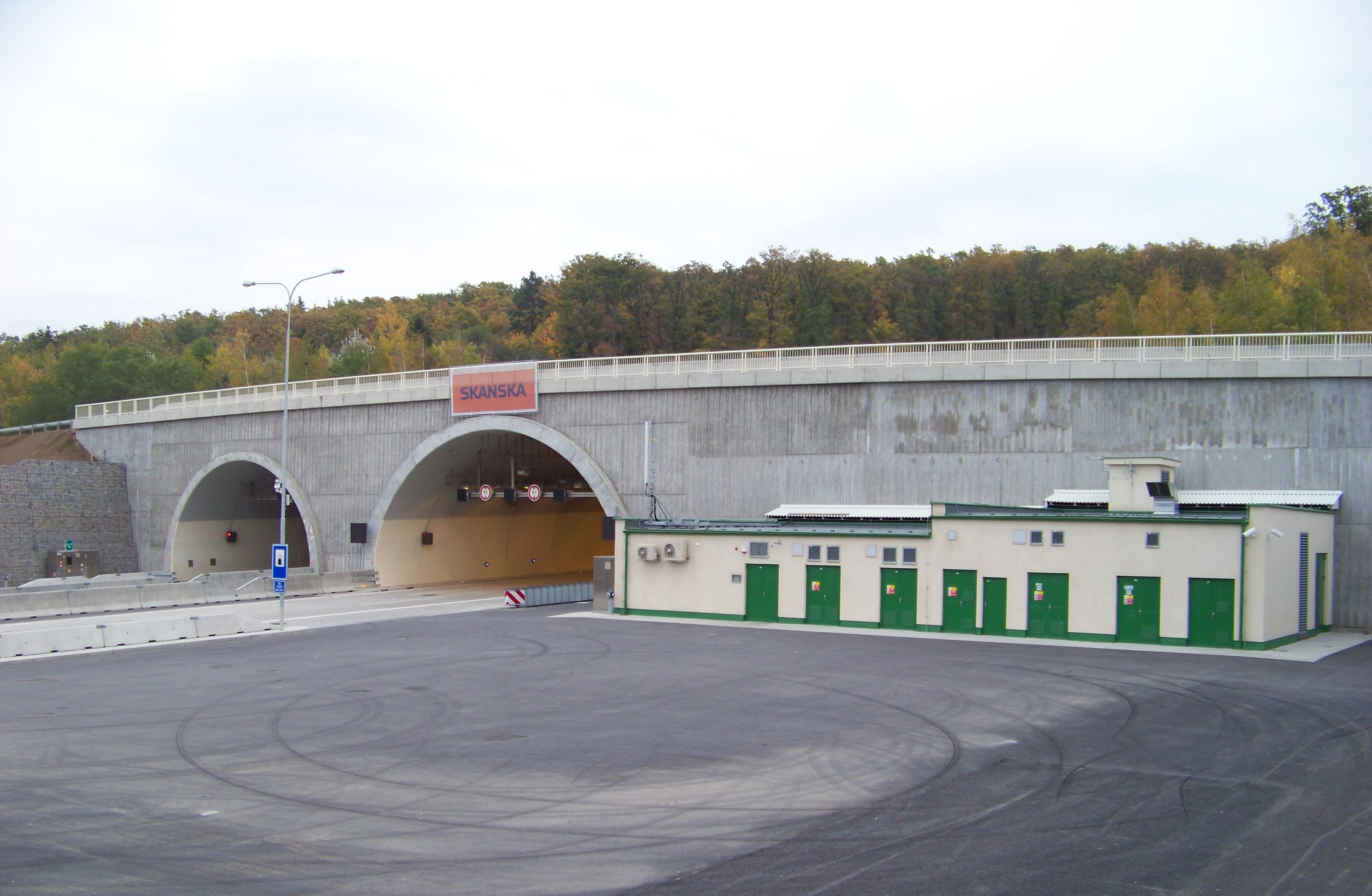
Ústí Komořanského tunelu u Šabatky
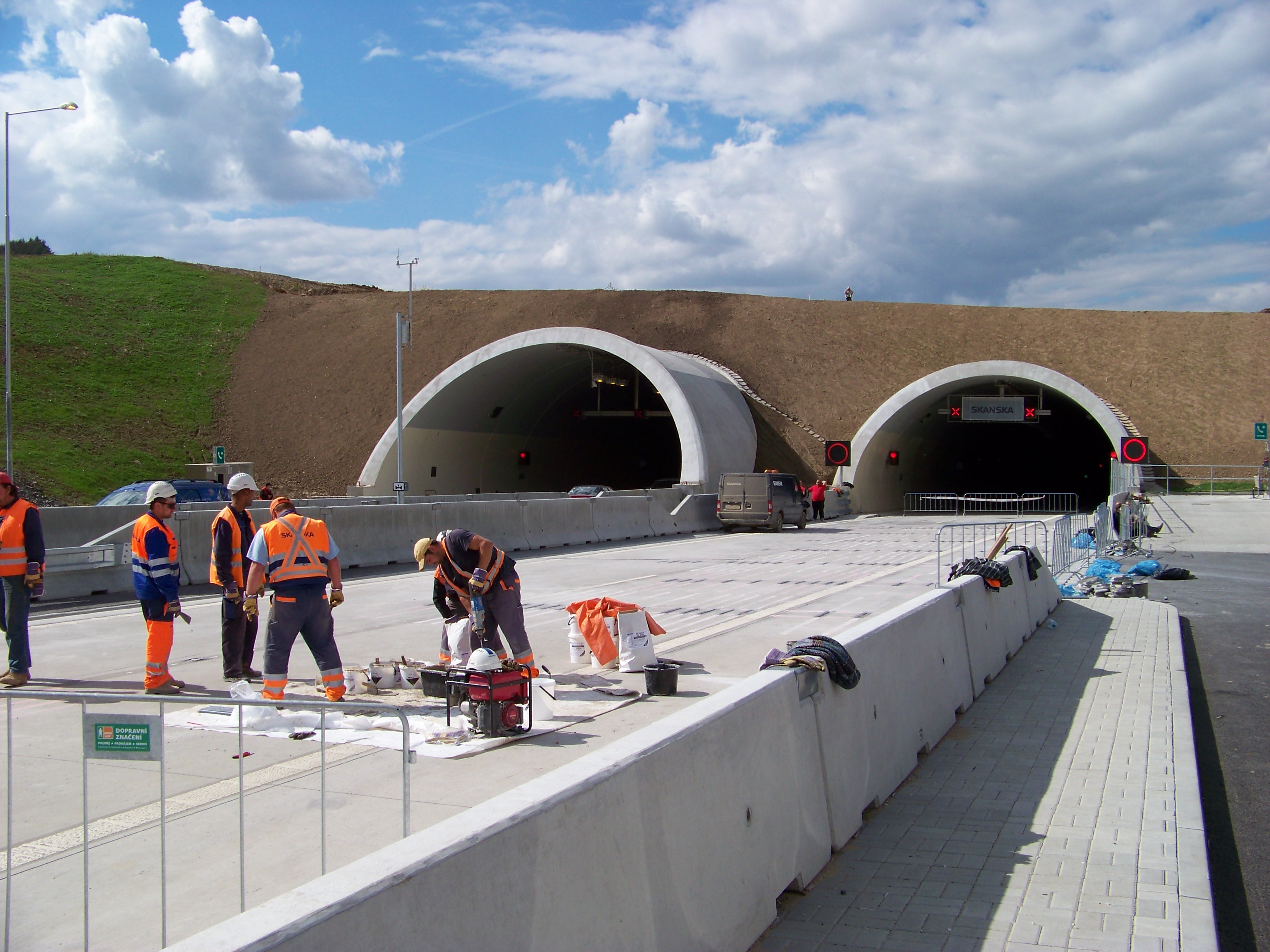
Horní ústí Komořanského tunelu mezi Cholupicemi a Točnou
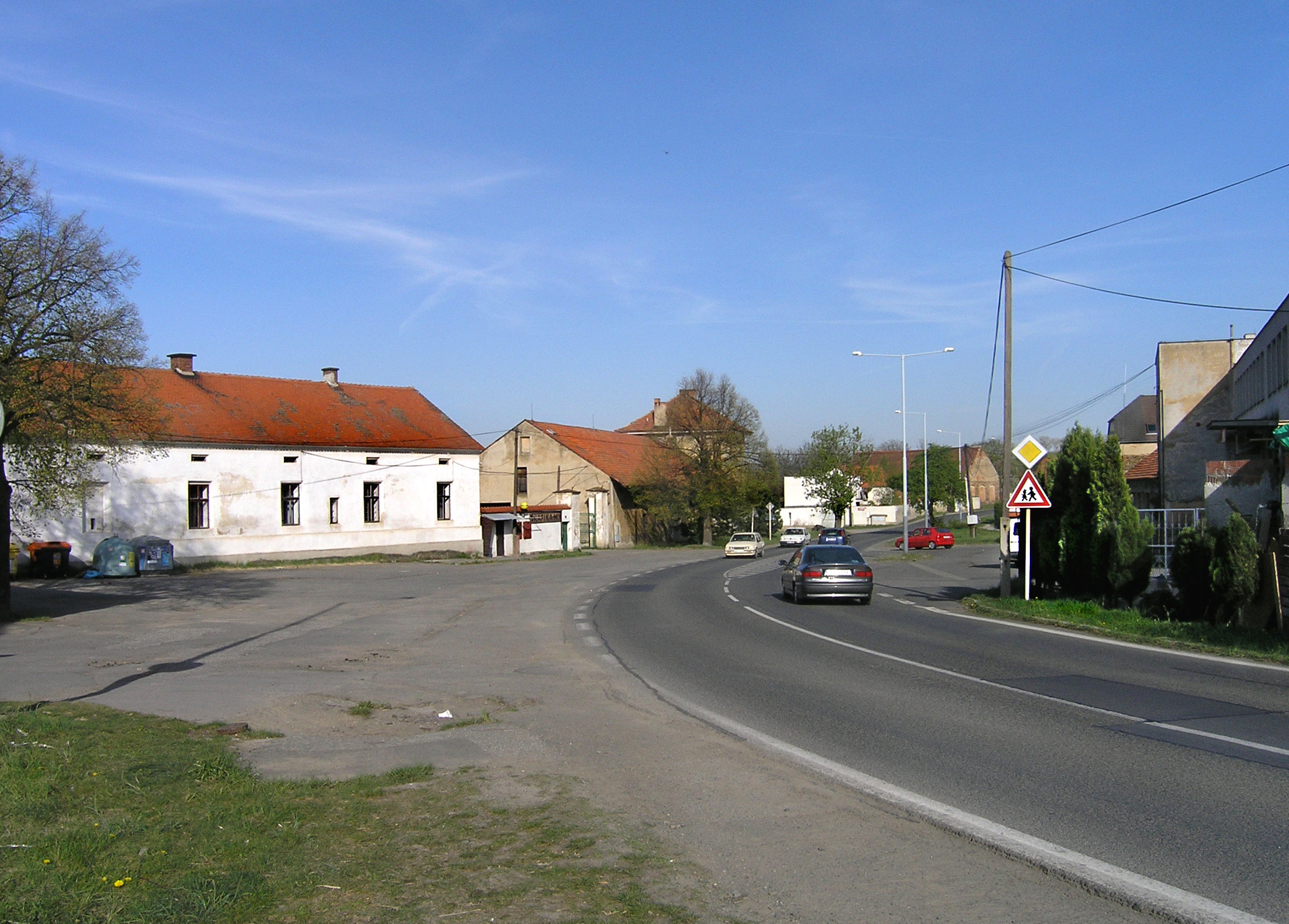
Centrum obce Cholupice, vlevo část kulturní památky – hospodářského dvora, v jehož areálu byla dříve cholupická tvrz
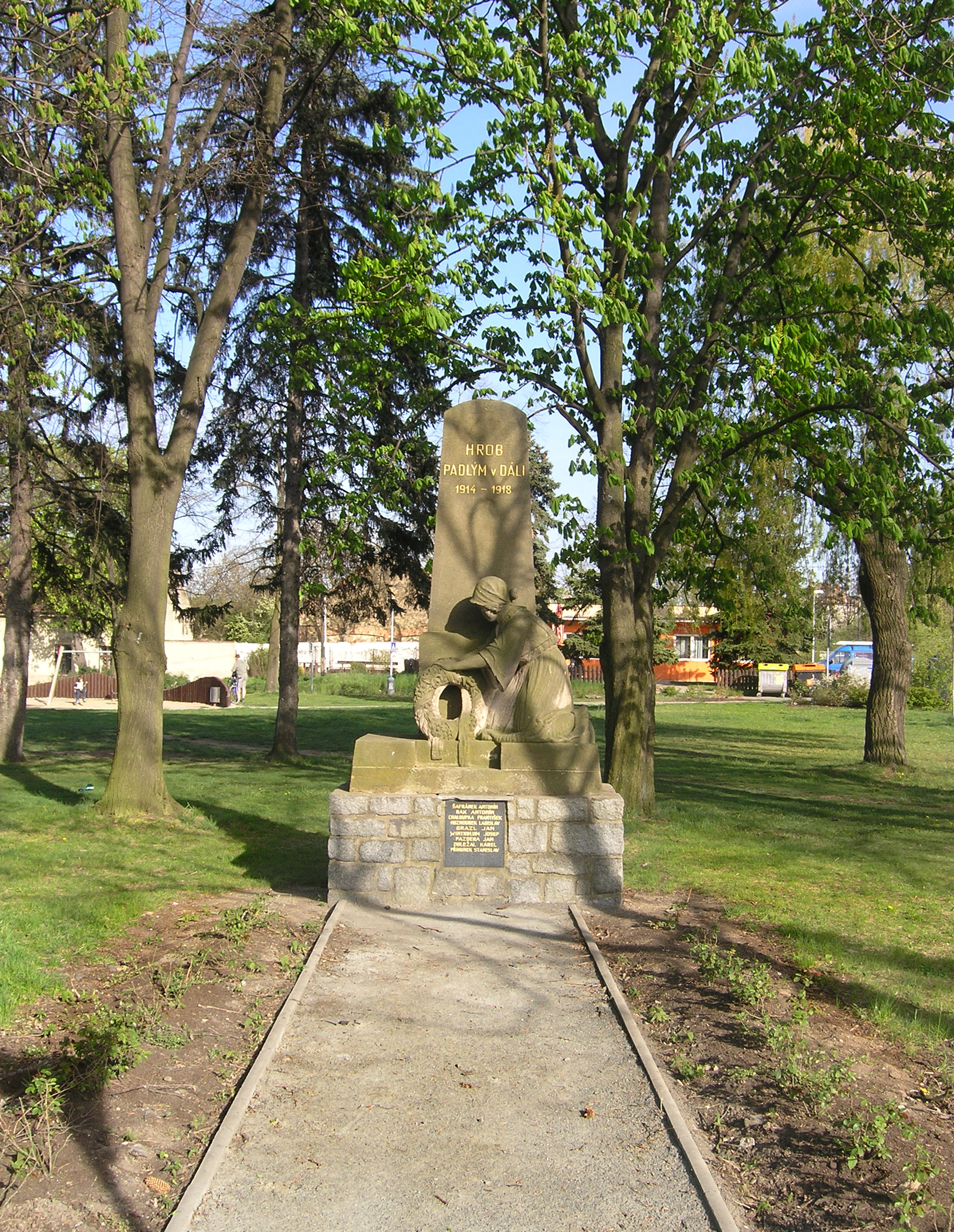
Pomník padlých v 1. světové válce v Cholupicích
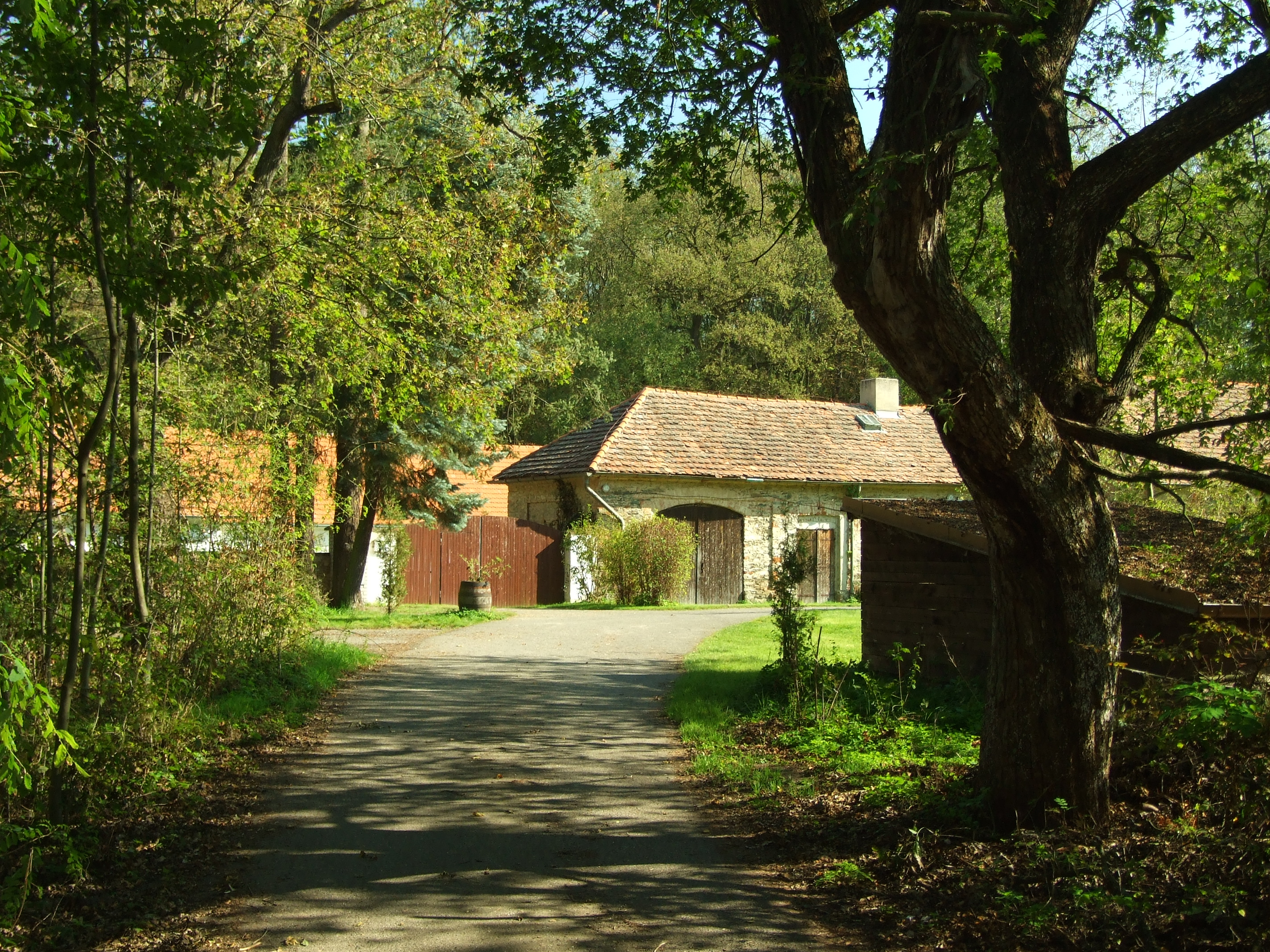
Přírodní památka Cholupická bažantnice
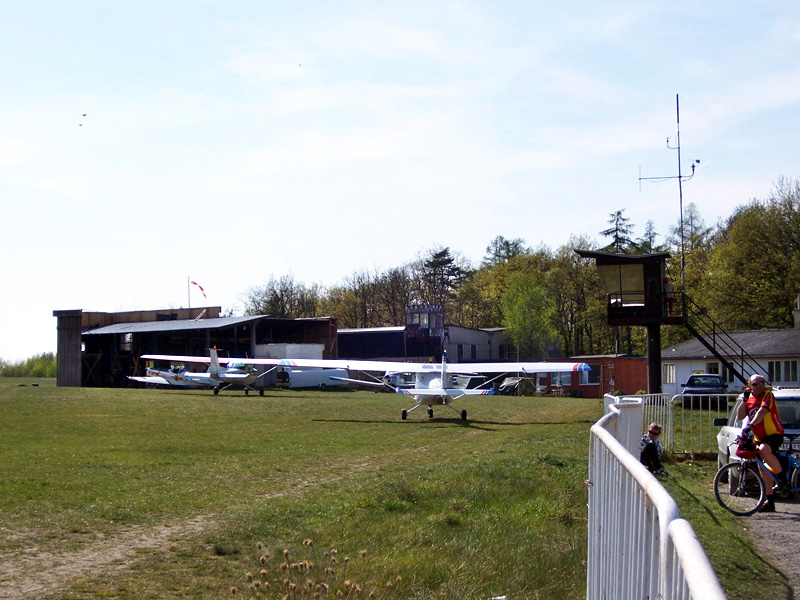
Sportovní Letiště Točná
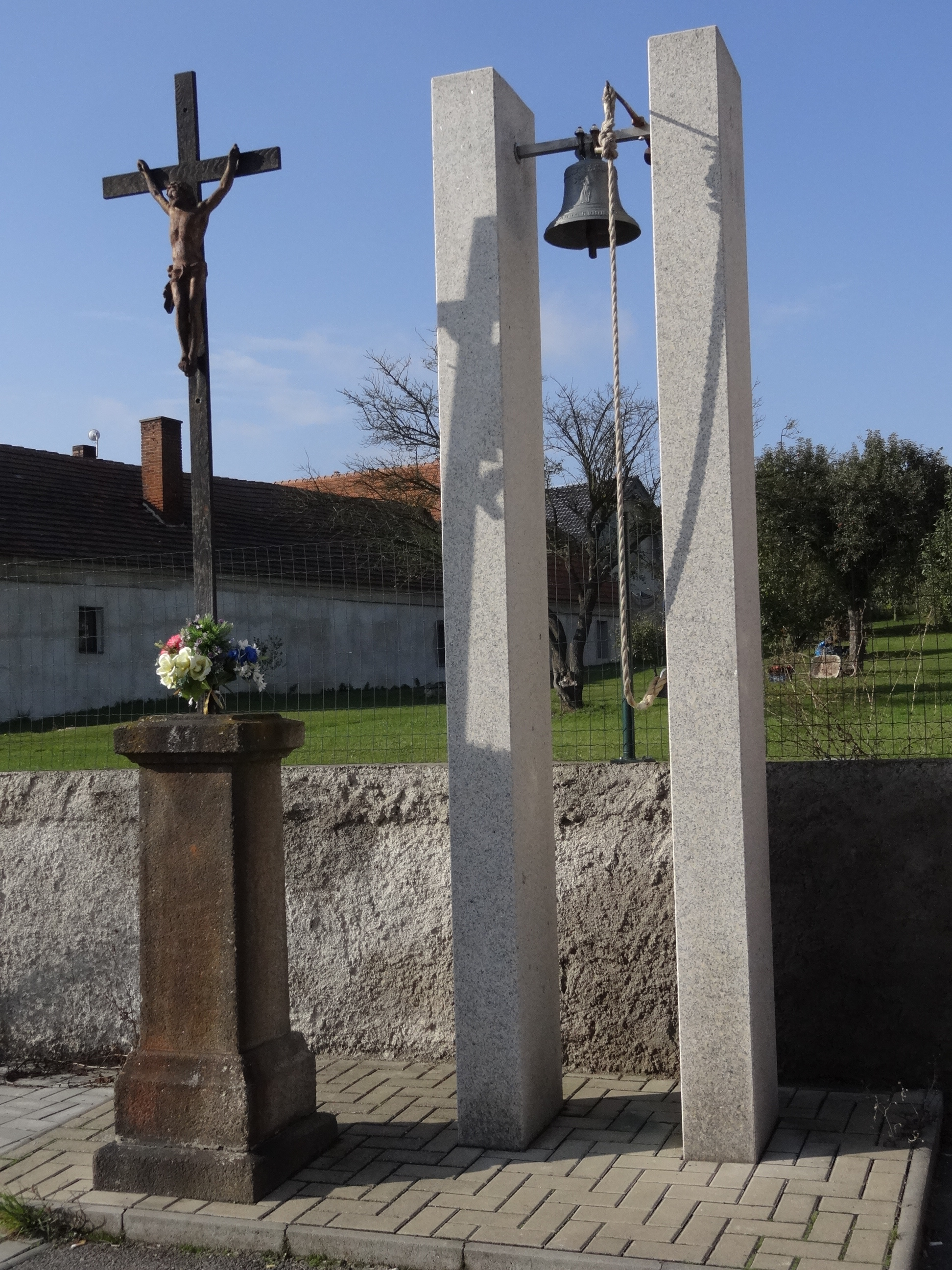
Křížek a zvonička na točenském Náměstí Antonína Pecáka
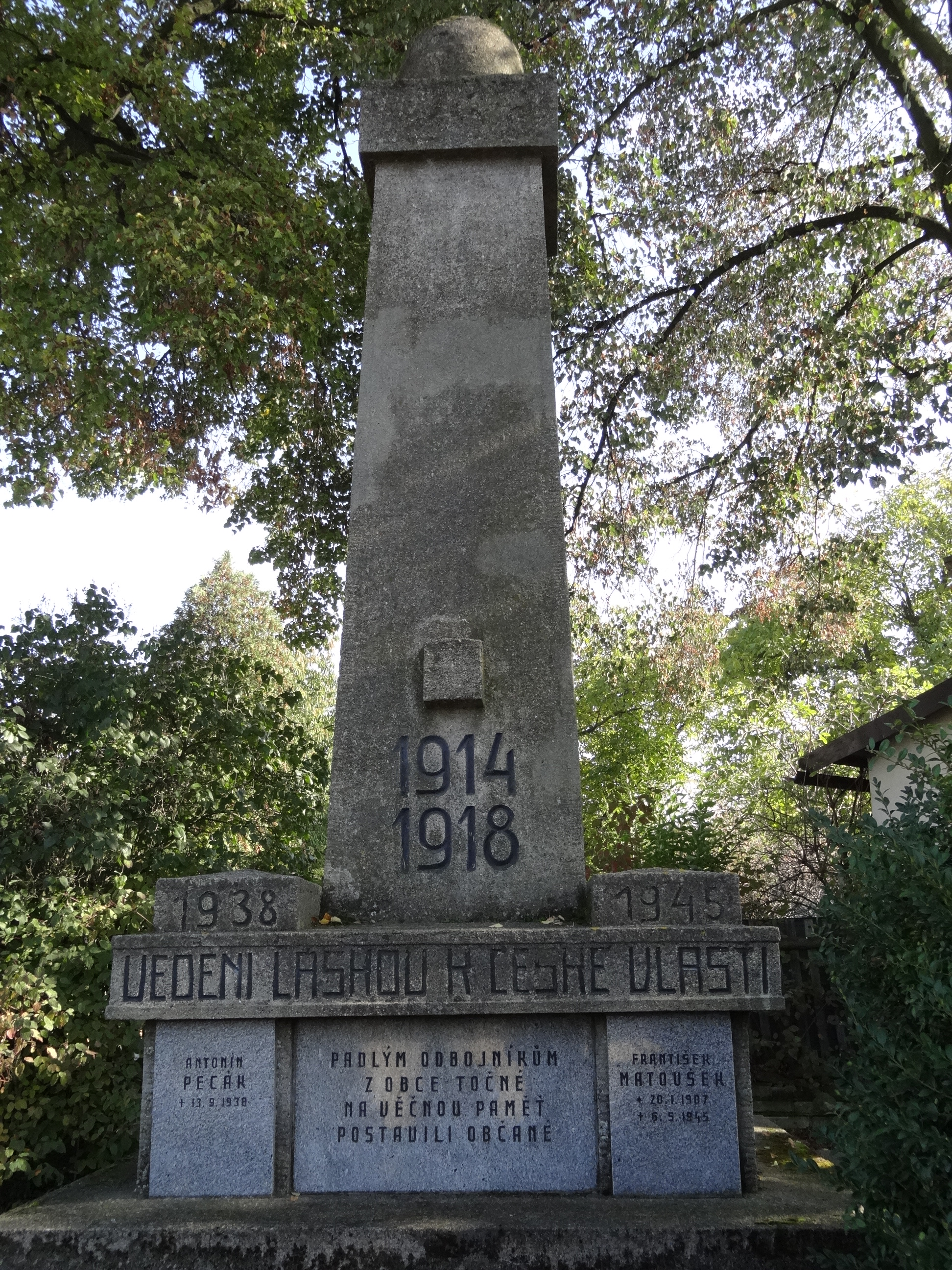
Památník padlým v 1. a 2. světové válce v Točné
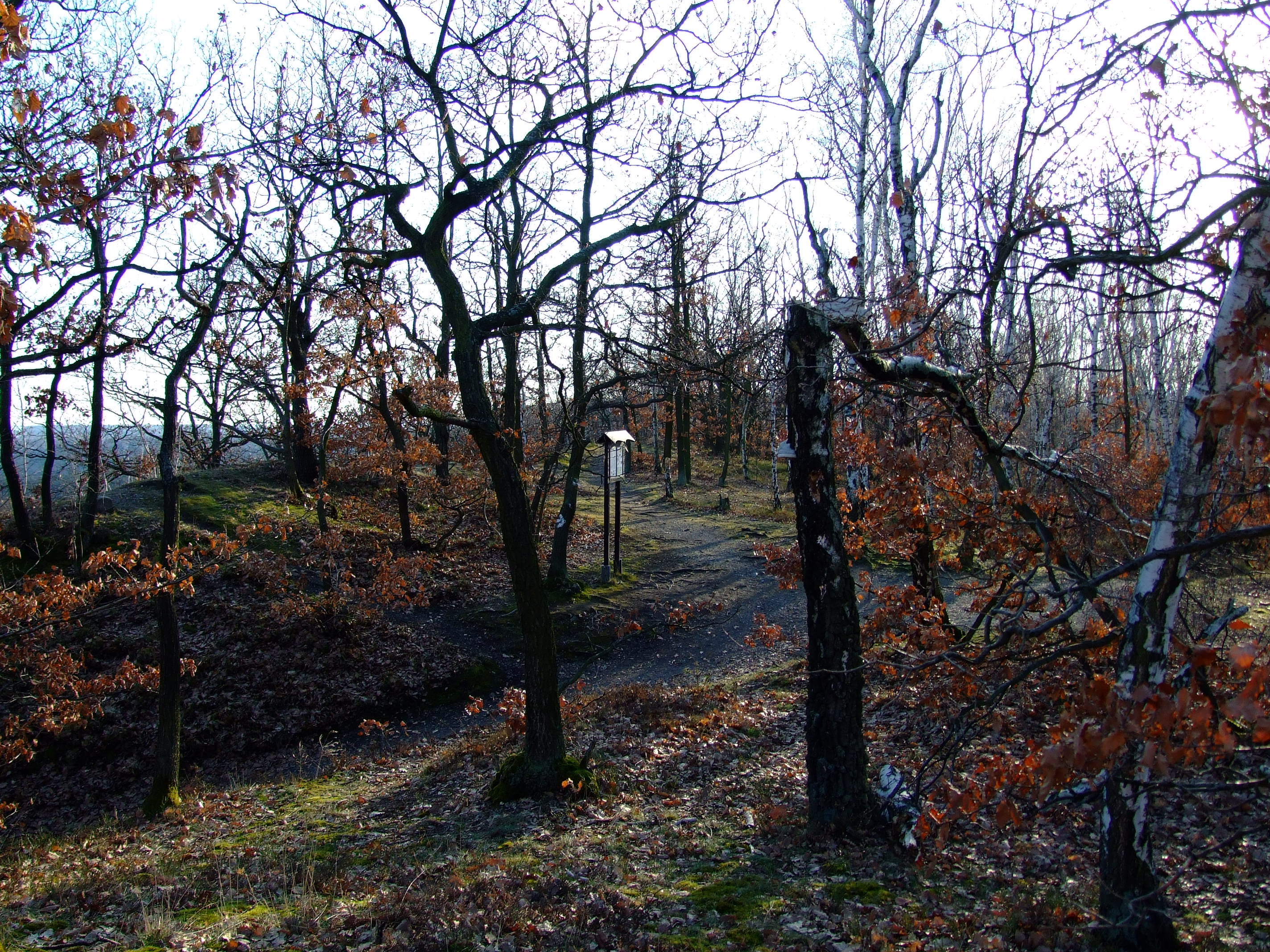
Přírodní rezervace Šance u Točné s naučnou stezkou Keltskou stezkou připomínající i zdejší část kulturní památky oppidum Závist
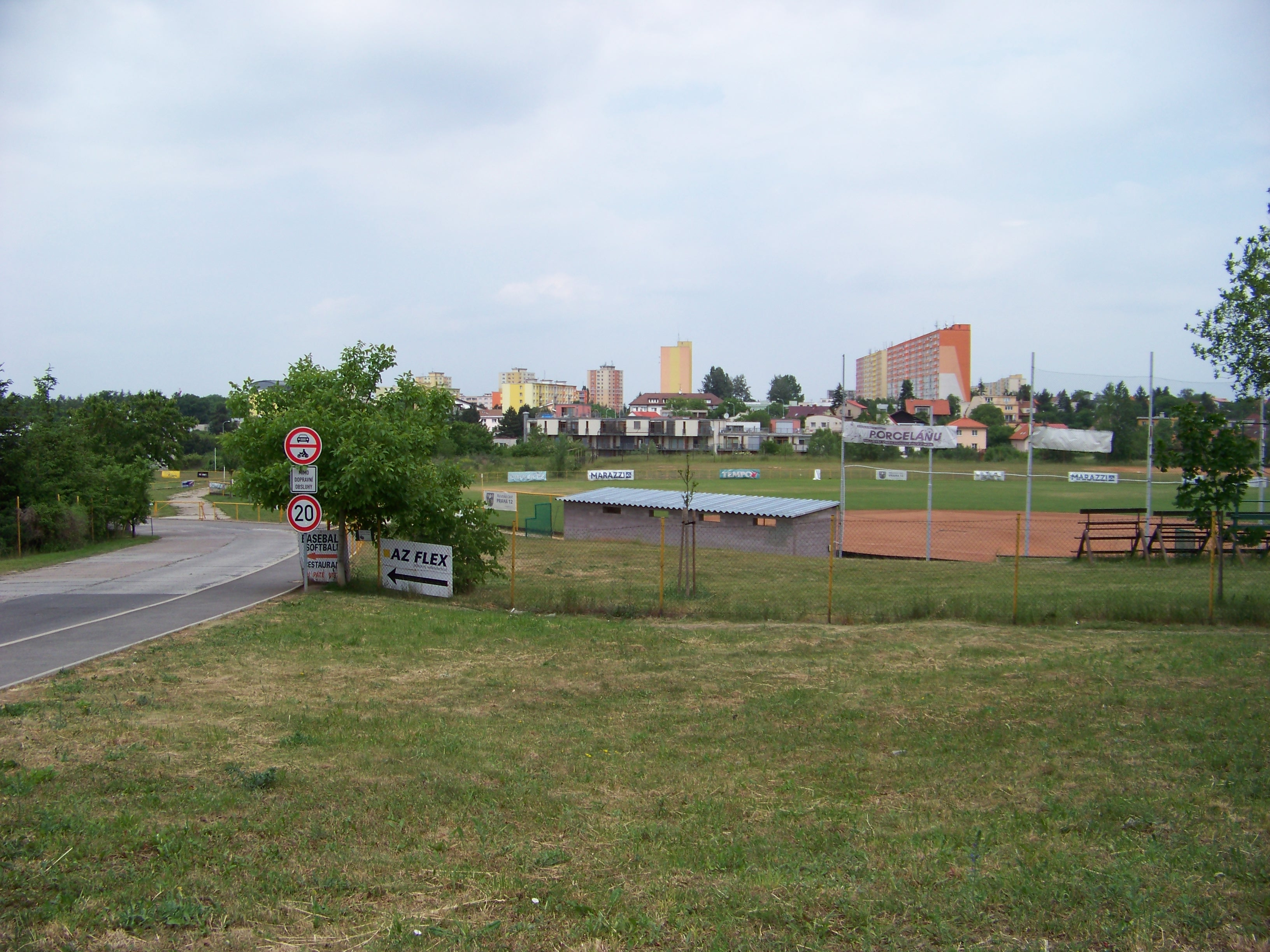
Pohled na sídliště Libuš v Kamýku
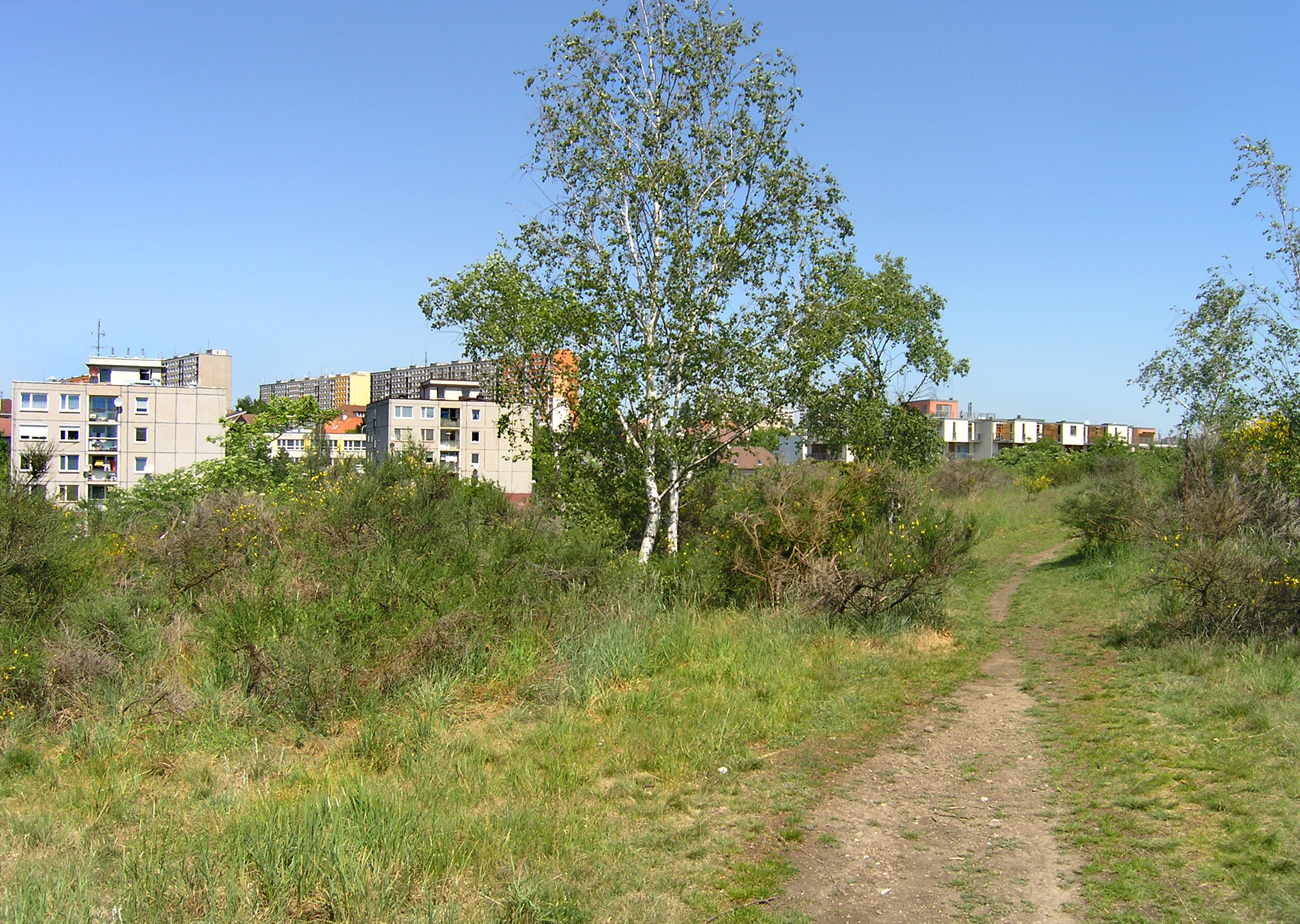
Přírodní památka V hrobech v Kamýku, na pozadí kamýcká sídliště Libuš a Lhotka
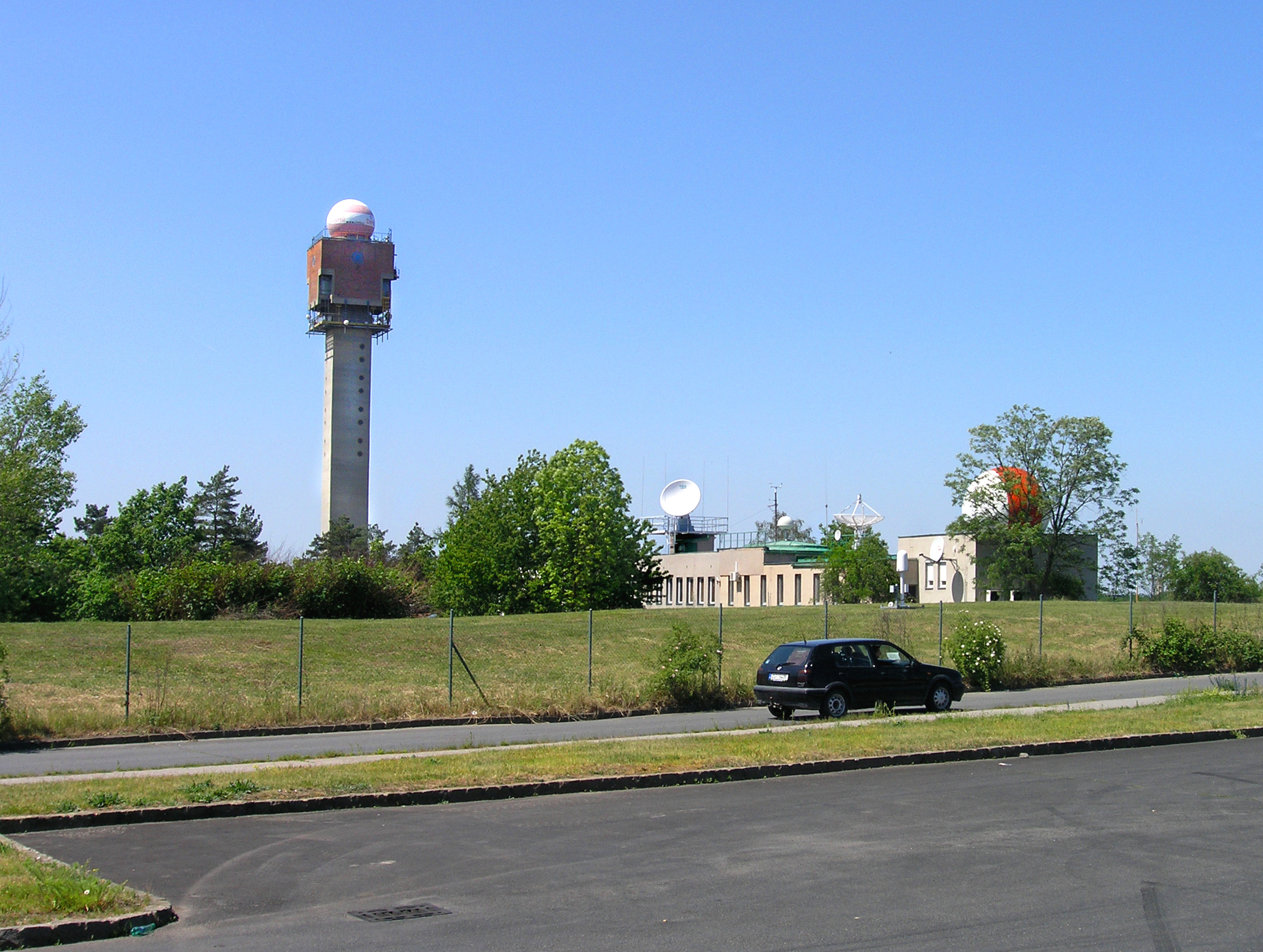
Meteorologická věž Libuš v Kamýku je také kulturní památkou
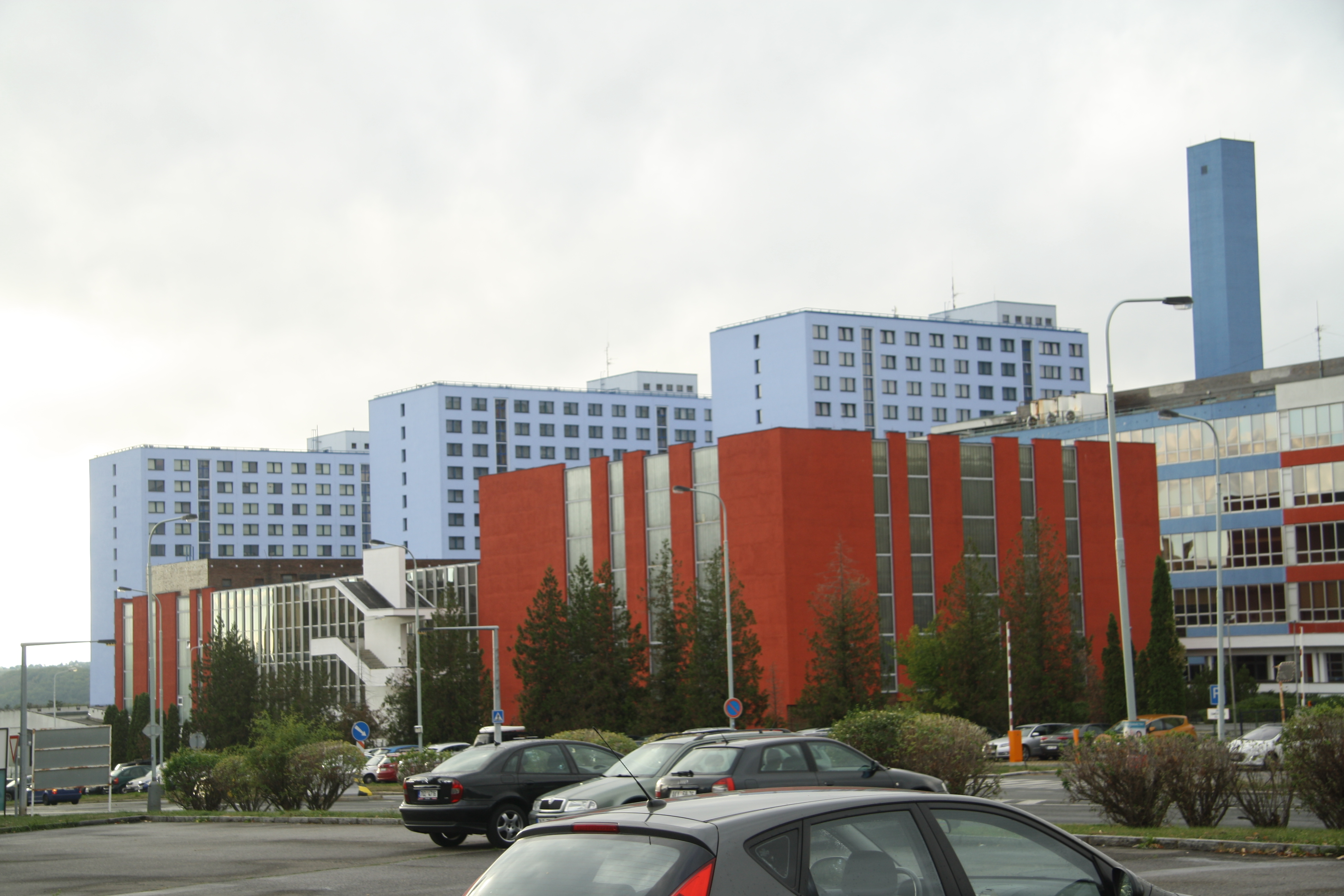
Policejní akademie České republiky v Praze Kamýku